# Llista d'asteroides (393001-394000)
Llista d'asteroides del 393.001 al 394.000, amb data de descoberta i descobridor. És un fragment de la llista d'asteroides completa. Als asteroides se'ls dona un número quan es confirma la seva òrbita, per tant apareixen llistats aproximadament segons la data de descobriment.

## 393001-393100
| Nom    | Designació provisional | Data de descobriment   | Lloc de descobriment | Descobridor/s        |
| ------ | ---------------------- | ---------------------- | -------------------- | -------------------- |
| 393001 | 2012 XL120             | 11 de març de 2008     | Catalina             | CSS                  |
| 393002 | 2012 XW123             | 31 de març de 2009     | Mount Lemmon         | Mt. Lemmon Survey    |
| 393003 | 2012 XX128             | 17 de novembre de 2007 | Kitt Peak            | Spacewatch           |
| 393004 | 2012 XT130             | 13 de gener de 2005    | Kitt Peak            | Spacewatch           |
| 393005 | 2012 XG135             | 1 de desembre de 2005  | Kitt Peak            | Spacewatch           |
| 393006 | 2012 XZ135             | 22 d'octubre de 2003   | Kitt Peak            | Spacewatch           |
| 393007 | 2012 XE136             | 11 de febrer de 2002   | Socorro              | LINEAR               |
| 393008 | 2012 XC138             | 25 de maig de 2007     | Mount Lemmon         | Mt. Lemmon Survey    |
| 393009 | 2012 XZ138             | 2 de gener de 1997     | Kitt Peak            | Spacewatch           |
| 393010 | 2012 XM140             | 11 de setembre de 2007 | Kitt Peak            | Spacewatch           |
| 393011 | 2012 XB141             | 2 d'octubre de 2006    | Mount Lemmon         | Mt. Lemmon Survey    |
| 393012 | 2012 XP143             | 23 de març de 2009     | Mount Lemmon         | Mt. Lemmon Survey    |
| 393013 | 2012 XG145             | 19 de març de 2009     | Mount Lemmon         | Mt. Lemmon Survey    |
| 393014 | 2012 XT148             | 18 d'octubre de 2003   | Kitt Peak            | Spacewatch           |
| 393015 | 2012 XE150             | 21 de juny de 2007     | Mount Lemmon         | Mt. Lemmon Survey    |
| 393016 | 2012 XR150             | 30 de desembre de 2008 | Mount Lemmon         | Mt. Lemmon Survey    |
| 393017 | 2012 XE151             | 16 de desembre de 2007 | Catalina             | CSS                  |
| 393018 | 2012 XG151             | 6 de juliol de 2005    | Siding Spring        | Siding Spring Survey |
| 393019 | 2012 XC152             | 5 de desembre de 2008  | Mount Lemmon         | Mt. Lemmon Survey    |
| 393020 | 2012 XS153             | 4 de setembre de 2008  | Kitt Peak            | Spacewatch           |
| 393021 | 2012 XD155             | 25 d'octubre de 2003   | Kitt Peak            | Spacewatch           |
| 393022 | 2012 XG155             | 1 de desembre de 2008  | Mount Lemmon         | Mt. Lemmon Survey    |
| 393023 | 2012 XM156             | 14 de desembre de 2001 | Socorro              | LINEAR               |
| 393024 | 2012 YY                | 6 de desembre de 2008  | Catalina             | CSS                  |
| 393025 | 2012 YW3               | 19 de setembre de 1995 | Kitt Peak            | Spacewatch           |
| 393026 | 2012 YE4               | 14 d'agost de 2007     | Siding Spring        | Siding Spring Survey |
| 393027 | 2012 YV4               | 18 de novembre de 2007 | Mount Lemmon         | Mt. Lemmon Survey    |
| 393028 | 2012 YO8               | 19 de gener de 2008    | Mount Lemmon         | Mt. Lemmon Survey    |
| 393029 | 2013 AZ1               | 10 de gener de 2008    | Catalina             | CSS                  |
| 393030 | 2013 AQ4               | 29 d'agost de 2006     | Kitt Peak            | Spacewatch           |
| 393031 | 2013 AJ6               | 11 de desembre de 2004 | Kitt Peak            | Spacewatch           |
| 393032 | 2013 AB8               | 25 d'agost de 2004     | Kitt Peak            | Spacewatch           |
| 393033 | 2013 AM8               | 28 de maig de 2009     | Kitt Peak            | Spacewatch           |
| 393034 | 2013 AT8               | 7 d'abril de 2005      | Kitt Peak            | Spacewatch           |
| 393035 | 2013 AC10              | 10 d'abril de 2005     | Mount Lemmon         | Mt. Lemmon Survey    |
| 393036 | 2013 AM11              | 17 de novembre de 2006 | Catalina             | CSS                  |
| 393037 | 2013 AM12              | 13 de febrer de 2008   | Catalina             | CSS                  |
| 393038 | 2013 AH13              | 17 de novembre de 2006 | Kitt Peak            | Spacewatch           |
| 393039 | 2013 AW13              | 4 de març de 2000      | Kitt Peak            | Spacewatch           |
| 393040 | 2013 AD14              | 3 de març de 2009      | Catalina             | CSS                  |
| 393041 | 2013 AR15              | 16 de juny de 2005     | Mount Lemmon         | Mt. Lemmon Survey    |
| 393042 | 2013 AZ16              | 26 de febrer de 2009   | Kitt Peak            | Spacewatch           |
| 393043 | 2013 AJ17              | 18 de desembre de 2001 | Socorro              | LINEAR               |
| 393044 | 2013 AA18              | 18 de febrer de 2008   | Mount Lemmon         | Mt. Lemmon Survey    |
| 393045 | 2013 AL21              | 27 de novembre de 2006 | Kitt Peak            | Spacewatch           |
| 393046 | 2013 AE23              | 4 d'octubre de 1997    | Kitt Peak            | Spacewatch           |
| 393047 | 2013 AW36              | 17 d'octubre de 2006   | Mount Lemmon         | Mt. Lemmon Survey    |
| 393048 | 2013 AZ36              | 30 de setembre de 2005 | Mount Lemmon         | Mt. Lemmon Survey    |
| 393049 | 2013 AR38              | 11 de febrer de 2008   | Mount Lemmon         | Mt. Lemmon Survey    |
| 393050 | 2013 AZ39              | 3 de gener de 2013     | Mount Lemmon         | Mt. Lemmon Survey    |
| 393051 | 2013 AL46              | 23 d'abril de 2010     | WISE                 | WISE                 |
| 393052 | 2013 AD48              | 9 de febrer de 2008    | Kitt Peak            | Spacewatch           |
| 393053 | 2013 AQ49              | 26 de març de 2009     | Mount Lemmon         | Mt. Lemmon Survey    |
| 393054 | 2013 AV49              | 16 de març de 2010     | Mount Lemmon         | Mt. Lemmon Survey    |
| 393055 | 2013 AL54              | 7 de febrer de 2008    | Mount Lemmon         | Mt. Lemmon Survey    |
| 393056 | 2013 AT55              | 25 d'abril de 2006     | Kitt Peak            | Spacewatch           |
| 393057 | 2013 AJ61              | 14 de desembre de 2001 | Socorro              | LINEAR               |
| 393058 | 2013 AL61              | 14 de desembre de 2001 | Socorro              | LINEAR               |
| 393059 | 2013 AD70              | 21 de juny de 2007     | Mount Lemmon         | Mt. Lemmon Survey    |
| 393060 | 2013 AV71              | 10 d'abril de 2005     | Mount Lemmon         | Mt. Lemmon Survey    |
| 393061 | 2013 AH73              | 25 de gener de 2009    | Catalina             | CSS                  |
| 393062 | 2013 AJ73              | 20 d'octubre de 2006   | Kitt Peak            | Spacewatch           |
| 393063 | 2013 AB75              | 10 de març de 2005     | Catalina             | CSS                  |
| 393064 | 2013 AO75              | 24 de setembre de 2000 | Socorro              | LINEAR               |
| 393065 | 2013 AX78              | 18 de setembre de 2007 | Siding Spring        | Siding Spring Survey |
| 393066 | 2013 AX80              | 30 d'abril de 2006     | Kitt Peak            | Spacewatch           |
| 393067 | 2013 AV81              | 8 de febrer de 2008    | Kitt Peak            | Spacewatch           |
| 393068 | 2013 AF83              | 2 de març de 2009      | Kitt Peak            | Spacewatch           |
| 393069 | 2013 AP83              | 31 d'octubre de 2011   | Mount Lemmon         | Mt. Lemmon Survey    |
| 393070 | 2013 AR83              | 20 de novembre de 2006 | Kitt Peak            | Spacewatch           |
| 393071 | 2013 AZ83              | 21 d'octubre de 2006   | Mount Lemmon         | Mt. Lemmon Survey    |
| 393072 | 2013 AK87              | 2 d'octubre de 2000    | Socorro              | LINEAR               |
| 393073 | 2013 AB91              | 19 d'agost de 2006     | Kitt Peak            | Spacewatch           |
| 393074 | 2013 AK91              | 10 de desembre de 2006 | Kitt Peak            | Spacewatch           |
| 393075 | 2013 AF93              | 7 de febrer de 2008    | Mount Lemmon         | Mt. Lemmon Survey    |
| 393076 | 2013 AL93              | 1 de març de 2009      | Kitt Peak            | Spacewatch           |
| 393077 | 2013 AY93              | 16 de juny de 2004     | Kitt Peak            | Spacewatch           |
| 393078 | 2013 AO94              | 19 de desembre de 2003 | Kitt Peak            | Spacewatch           |
| 393079 | 2013 AU98              | 25 de desembre de 2006 | Kitt Peak            | Spacewatch           |
| 393080 | 2013 AA99              | 1 de març de 2009      | Mount Lemmon         | Mt. Lemmon Survey    |
| 393081 | 2013 AD99              | 15 de juliol de 2005   | Kitt Peak            | Spacewatch           |
| 393082 | 2013 AR99              | 27 de novembre de 2000 | Kitt Peak            | Spacewatch           |
| 393083 | 2013 AJ100             | 25 de novembre de 2006 | Mount Lemmon         | Mt. Lemmon Survey    |
| 393084 | 2013 AP100             | 27 de març de 2004     | Kitt Peak            | Spacewatch           |
| 393085 | 2013 AU102             | 13 de desembre de 2006 | Kitt Peak            | Spacewatch           |
| 393086 | 2013 AD104             | 19 de desembre de 2007 | Mount Lemmon         | Mt. Lemmon Survey    |
| 393087 | 2013 AV107             | 7 d'octubre de 2005    | Kitt Peak            | Spacewatch           |
| 393088 | 2013 AG108             | 11 de setembre de 2007 | Kitt Peak            | Spacewatch           |
| 393089 | 2013 AO108             | 8 de febrer de 2008    | Mount Lemmon         | Mt. Lemmon Survey    |
| 393090 | 2013 AC109             | 26 de març de 2009     | Mount Lemmon         | Mt. Lemmon Survey    |
| 393091 | 2013 AF109             | 12 de juny de 2010     | WISE                 | WISE                 |
| 393092 | 2013 AR116             | 1 de desembre de 2006  | Mount Lemmon         | Mt. Lemmon Survey    |
| 393093 | 2013 AY117             | 22 de desembre de 2006 | Kitt Peak            | Spacewatch           |
| 393094 | 2013 AP119             | 24 de novembre de 2008 | Mount Lemmon         | Mt. Lemmon Survey    |
| 393095 | 2013 AA128             | 10 d'octubre de 2007   | Mount Lemmon         | Mt. Lemmon Survey    |
| 393096 | 2013 AY128             | 20 de novembre de 2007 | Kitt Peak            | Spacewatch           |
| 393097 | 2013 AF132             | 17 de setembre de 2009 | Kitt Peak            | Spacewatch           |
| 393098 | 2013 AJ132             | 30 de desembre de 2000 | Kitt Peak            | Spacewatch           |
| 393099 | 2013 AZ132             | 30 d'octubre de 2010   | Mount Lemmon         | Mt. Lemmon Survey    |
| 393100 | 2013 AL133             | 6 de setembre de 2008  | Mount Lemmon         | Mt. Lemmon Survey    |

## 393101-393200
| Nom    | Designació provisional | Data de descobriment   | Lloc de descobriment | Descobridor/s     |
| ------ | ---------------------- | ---------------------- | -------------------- | ----------------- |
| 393101 | 2013 AO139             | 21 de novembre de 2006 | Mount Lemmon         | Mt. Lemmon Survey |
| 393102 | 2013 AY148             | 31 de març de 2009     | Mount Lemmon         | Mt. Lemmon Survey |
| 393103 | 2013 AG159             | 30 d'agost de 2005     | Kitt Peak            | Spacewatch        |
| 393104 | 2013 AK160             | 23 d'octubre de 2006   | Kitt Peak            | Spacewatch        |
| 393105 | 2013 AH172             | 24 de setembre de 2000 | Socorro              | LINEAR            |
| 393106 | 2013 AB174             | 9 d'octubre de 2005    | Kitt Peak            | Spacewatch        |
| 393107 | 2013 BO                | 18 de novembre de 2011 | Kitt Peak            | Spacewatch        |
| 393108 | 2013 BW                | 24 de setembre de 2009 | Mount Lemmon         | Mt. Lemmon Survey |
| 393109 | 2013 BW1               | 7 de febrer de 2002    | Kitt Peak            | Spacewatch        |
| 393110 | 2013 BK3               | 25 de setembre de 2005 | Catalina             | CSS               |
| 393111 | 2013 BG6               | 10 de setembre de 2007 | Mount Lemmon         | Mt. Lemmon Survey |
| 393112 | 2013 BF8               | 14 d'octubre de 2001   | Socorro              | LINEAR            |
| 393113 | 2013 BL8               | 5 de novembre de 2007  | Kitt Peak            | Spacewatch        |
| 393114 | 2013 BO10              | 24 de setembre de 2000 | Socorro              | LINEAR            |
| 393115 | 2013 BH19              | 3 de novembre de 1999  | Catalina             | CSS               |
| 393116 | 2013 BD21              | 31 de març de 2003     | Kitt Peak            | Spacewatch        |
| 393117 | 2013 BC28              | 11 de març de 2008     | Catalina             | CSS               |
| 393118 | 2013 BO30              | 25 d'abril de 2004     | Kitt Peak            | Spacewatch        |
| 393119 | 2013 BU30              | 21 d'octubre de 2006   | Mount Lemmon         | Mt. Lemmon Survey |
| 393120 | 2013 BB31              | 2 de novembre de 2006  | Mount Lemmon         | Mt. Lemmon Survey |
| 393121 | 2013 BM31              | 22 de març de 2009     | Mount Lemmon         | Mt. Lemmon Survey |
| 393122 | 2013 BH33              | 2 d'abril de 2005      | Mount Lemmon         | Mt. Lemmon Survey |
| 393123 | 2013 BS33              | 2 de març de 2009      | Kitt Peak            | Spacewatch        |
| 393124 | 2013 BH35              | 16 de novembre de 2006 | Kitt Peak            | Spacewatch        |
| 393125 | 2013 BA40              | 9 de febrer de 2008    | Mount Lemmon         | Mt. Lemmon Survey |
| 393126 | 2013 BC40              | 6 de gener de 2002     | Kitt Peak            | Spacewatch        |
| 393127 | 2013 BU40              | 1 de setembre de 2005  | Kitt Peak            | Spacewatch        |
| 393128 | 2013 BG41              | 12 de setembre de 2001 | Socorro              | LINEAR            |
| 393129 | 2013 BX41              | 12 de gener de 2002    | Kitt Peak            | Spacewatch        |
| 393130 | 2013 BY43              | 31 de desembre de 2007 | Mount Lemmon         | Mt. Lemmon Survey |
| 393131 | 2013 BL47              | 30 d'abril de 2009     | Kitt Peak            | Spacewatch        |
| 393132 | 2013 BY47              | 23 de gener de 2006    | Kitt Peak            | Spacewatch        |
| 393133 | 2013 BZ47              | 11 de maig de 2007     | Mount Lemmon         | Mt. Lemmon Survey |
| 393134 | 2013 BR48              | 16 de maig de 2005     | Mount Lemmon         | Mt. Lemmon Survey |
| 393135 | 2013 BU48              | 17 d'octubre de 2010   | Mount Lemmon         | Mt. Lemmon Survey |
| 393136 | 2013 BF49              | 13 de febrer de 2002   | Kitt Peak            | Spacewatch        |
| 393137 | 2013 BU49              | 19 de novembre de 2006 | Catalina             | CSS               |
| 393138 | 2013 BG50              | 16 de febrer de 2004   | Kitt Peak            | Spacewatch        |
| 393139 | 2013 BU50              | 10 de desembre de 2006 | Kitt Peak            | Spacewatch        |
| 393140 | 2013 BY50              | 9 de maig de 2005      | Mount Lemmon         | Mt. Lemmon Survey |
| 393141 | 2013 BN54              | 8 de gener de 2002     | Socorro              | LINEAR            |
| 393142 | 2013 BO55              | 11 de març de 2008     | Catalina             | CSS               |
| 393143 | 2013 BU59              | 16 de maig de 2009     | Kitt Peak            | Spacewatch        |
| 393144 | 2013 BT60              | 29 de setembre de 2009 | Mount Lemmon         | Mt. Lemmon Survey |
| 393145 | 2013 BY64              | 15 de setembre de 2006 | Kitt Peak            | Spacewatch        |
| 393146 | 2013 BP71              | 25 de maig de 2006     | Mount Lemmon         | Mt. Lemmon Survey |
| 393147 | 2013 BX71              | 14 de maig de 2005     | Mount Lemmon         | Mt. Lemmon Survey |
| 393148 | 2013 BM72              | 24 de març de 2003     | Kitt Peak            | Spacewatch        |
| 393149 | 2013 BR75              | 19 de setembre de 2008 | Kitt Peak            | Spacewatch        |
| 393150 | 2013 BY79              | 15 de març de 2004     | Campo Imperatore     | CINEOS            |
| 393151 | 2013 BB80              | 21 d'octubre de 2006   | Mount Lemmon         | Mt. Lemmon Survey |
| 393152 | 2013 BJ80              | 14 de gener de 2002    | Kitt Peak            | Spacewatch        |
| 393153 | 2013 CN                | 22 de febrer de 2009   | Kitt Peak            | Spacewatch        |
| 393154 | 2013 CA2               | 13 de març de 2005     | Mount Lemmon         | Mt. Lemmon Survey |
| 393155 | 2013 CM15              | 18 de setembre de 2009 | Kitt Peak            | Spacewatch        |
| 393156 | 2013 CV15              | 2 de gener de 2012     | Mount Lemmon         | Mt. Lemmon Survey |
| 393157 | 2013 CD16              | 24 de gener de 2001    | Kitt Peak            | Spacewatch        |
| 393158 | 2013 CO19              | 27 d'agost de 2006     | Kitt Peak            | Spacewatch        |
| 393159 | 2013 CT22              | 29 d'agost de 2005     | Kitt Peak            | Spacewatch        |
| 393160 | 2013 CN23              | 2 d'abril de 2009      | Mount Lemmon         | Mt. Lemmon Survey |
| 393161 | 2013 CX24              | 10 de maig de 2005     | Kitt Peak            | Spacewatch        |
| 393162 | 2013 CY25              | 5 de gener de 2002     | Kitt Peak            | Spacewatch        |
| 393163 | 2013 CK27              | 14 de setembre de 2005 | Kitt Peak            | Spacewatch        |
| 393164 | 2013 CX29              | 14 de novembre de 2006 | Kitt Peak            | Spacewatch        |
| 393165 | 2013 CE30              | 29 de setembre de 2009 | Mount Lemmon         | Mt. Lemmon Survey |
| 393166 | 2013 CM37              | 21 d'abril de 1998     | Kitt Peak            | Spacewatch        |
| 393167 | 2013 CW37              | 20 d'agost de 2004     | Kitt Peak            | Spacewatch        |
| 393168 | 2013 CV40              | 8 de juliol de 2005    | Kitt Peak            | Spacewatch        |
| 393169 | 2013 CS41              | 9 de novembre de 1993  | Kitt Peak            | Spacewatch        |
| 393170 | 2013 CW43              | 27 de setembre de 2009 | Mount Lemmon         | Mt. Lemmon Survey |
| 393171 | 2013 CD49              | 11 de gener de 2000    | Kitt Peak            | Spacewatch        |
| 393172 | 2013 CZ59              | 25 de febrer de 2006   | Kitt Peak            | Spacewatch        |
| 393173 | 2013 CQ60              | 16 de gener de 2008    | Kitt Peak            | Spacewatch        |
| 393174 | 2013 CD66              | 27 d'octubre de 2005   | Catalina             | CSS               |
| 393175 | 2013 CK66              | 2 de març de 2008      | Kitt Peak            | Spacewatch        |
| 393176 | 2013 CF69              | 31 de març de 2008     | Mount Lemmon         | Mt. Lemmon Survey |
| 393177 | 2013 CW70              | 17 d'octubre de 2010   | Mount Lemmon         | Mt. Lemmon Survey |
| 393178 | 2013 CP73              | 10 de febrer de 2008   | Kitt Peak            | Spacewatch        |
| 393179 | 2013 CX80              | 28 d'octubre de 2005   | Mount Lemmon         | Mt. Lemmon Survey |
| 393180 | 2013 CR95              | 4 de març de 2008      | Kitt Peak            | Spacewatch        |
| 393181 | 2013 CH100             | 15 de juny de 2010     | WISE                 | WISE              |
| 393182 | 2013 CU100             | 17 de febrer de 2001   | Kitt Peak            | Spacewatch        |
| 393183 | 2013 CA101             | 8 d'agost de 1999      | Kitt Peak            | Spacewatch        |
| 393184 | 2013 CR101             | 17 de gener de 2005    | Kitt Peak            | Spacewatch        |
| 393185 | 2013 CZ113             | 18 de novembre de 2007 | Mount Lemmon         | Mt. Lemmon Survey |
| 393186 | 2013 CF115             | 11 de setembre de 2007 | Kitt Peak            | Spacewatch        |
| 393187 | 2013 CW118             | 2 de febrer de 2005    | Kitt Peak            | Spacewatch        |
| 393188 | 2013 CV132             | 7 d'abril de 2005      | Kitt Peak            | Spacewatch        |
| 393189 | 2013 CN135             | 13 de gener de 2005    | Kitt Peak            | Spacewatch        |
| 393190 | 2013 CM144             | 9 d'abril de 2003      | Kitt Peak            | Spacewatch        |
| 393191 | 2013 CT144             | 10 de febrer de 1996   | Kitt Peak            | Spacewatch        |
| 393192 | 2013 CR145             | 5 de juny de 2010      | Kitt Peak            | Spacewatch        |
| 393193 | 2013 CQ148             | 10 de març de 2008     | Catalina             | CSS               |
| 393194 | 2013 CB153             | 20 de novembre de 1995 | Kitt Peak            | Spacewatch        |
| 393195 | 2013 CJ173             | 7 de gener de 1995     | Kitt Peak            | Spacewatch        |
| 393196 | 2013 CE180             | 25 de gener de 2002    | Socorro              | LINEAR            |
| 393197 | 2013 CG180             | 29 d'abril de 2003     | Kitt Peak            | Spacewatch        |
| 393198 | 2013 CG181             | 12 de desembre de 2006 | Socorro              | LINEAR            |
| 393199 | 2013 CN185             | 24 d'abril de 2004     | Kitt Peak            | Spacewatch        |
| 393200 | 2013 CL197             | 31 de desembre de 2011 | Mount Lemmon         | Mt. Lemmon Survey |

## 393201-393300
| Nom    | Designació provisional | Data de descobriment   | Lloc de descobriment | Descobridor/s        |
| ------ | ---------------------- | ---------------------- | -------------------- | -------------------- |
| 393201 | 2013 CQ197             | 12 d'octubre de 2007   | Mount Lemmon         | Mt. Lemmon Survey    |
| 393202 | 2013 CC204             | 2 d'octubre de 2008    | Mount Lemmon         | Mt. Lemmon Survey    |
| 393203 | 2013 CX204             | 24 de novembre de 2006 | Kitt Peak            | Spacewatch           |
| 393204 | 2013 CO205             | 31 de març de 2008     | Mount Lemmon         | Mt. Lemmon Survey    |
| 393205 | 2013 CW206             | 26 de setembre de 2009 | Kitt Peak            | Spacewatch           |
| 393206 | 2013 CM210             | 5 de setembre de 2008  | Kitt Peak            | Spacewatch           |
| 393207 | 2013 CG211             | 7 d'abril de 2003      | Kitt Peak            | Spacewatch           |
| 393208 | 2013 CG214             | 16 de setembre de 2009 | Kitt Peak            | Spacewatch           |
| 393209 | 2013 CC222             | 26 de juliol de 1995   | Kitt Peak            | Spacewatch           |
| 393210 | 2013 DO1               | 13 de desembre de 2004 | Campo Imperatore     | CINEOS               |
| 393211 | 2013 DF2               | 12 d'octubre de 2010   | Mount Lemmon         | Mt. Lemmon Survey    |
| 393212 | 2013 EW                | 3 de desembre de 2000  | Kitt Peak            | Spacewatch           |
| 393213 | 2013 EY                | 4 d'octubre de 2006    | Mount Lemmon         | Mt. Lemmon Survey    |
| 393214 | 2013 EG5               | 27 de maig de 2003     | Kitt Peak            | Spacewatch           |
| 393215 | 2013 EO15              | 18 d'octubre de 2007   | Kitt Peak            | Spacewatch           |
| 393216 | 2013 EH16              | 28 de gener de 2000    | Kitt Peak            | Spacewatch           |
| 393217 | 2013 ED17              | 27 de gener de 2007    | Mount Lemmon         | Mt. Lemmon Survey    |
| 393218 | 2013 EH18              | 14 de gener de 2002    | Kitt Peak            | Spacewatch           |
| 393219 | 2013 EA31              | 6 d'abril de 2010      | Kitt Peak            | Spacewatch           |
| 393220 | 2013 EC61              | 9 d'octubre de 2004    | Kitt Peak            | Spacewatch           |
| 393221 | 2013 EJ71              | 20 de setembre de 1998 | Kitt Peak            | Spacewatch           |
| 393222 | 2013 ES86              | 10 d'agost de 2007     | Kitt Peak            | Spacewatch           |
| 393223 | 2013 EN101             | 16 de novembre de 2006 | Kitt Peak            | Spacewatch           |
| 393224 | 2013 EB103             | 19 de desembre de 2004 | Mount Lemmon         | Mt. Lemmon Survey    |
| 393225 | 2013 FL4               | 4 de setembre de 2008  | Kitt Peak            | Spacewatch           |
| 393226 | 2013 FZ10              | 30 de setembre de 1999 | Kitt Peak            | Spacewatch           |
| 393227 | 2013 GC53              | 20 de febrer de 2009   | Kitt Peak            | Spacewatch           |
| 393228 | 2013 GN56              | 2 d'abril de 2006      | Kitt Peak            | Spacewatch           |
| 393229 | 2013 GL87              | 15 de gener de 1996    | Kitt Peak            | Spacewatch           |
| 393230 | 2013 GU95              | 21 de desembre de 2005 | Catalina             | CSS                  |
| 393231 | 2013 GT102             | 22 de novembre de 2005 | Kitt Peak            | Spacewatch           |
| 393232 | 2013 JP26              | 25 de juliol de 2010   | WISE                 | WISE                 |
| 393233 | 2013 JL58              | 10 de març de 2008     | Mount Lemmon         | Mt. Lemmon Survey    |
| 393234 | 2013 JS62              | 16 d'octubre de 2003   | Kitt Peak            | Spacewatch           |
| 393235 | 2013 OG9               | 17 de març de 2004     | Kitt Peak            | Spacewatch           |
| 393236 | 2013 PJ43              | 7 d'agost de 1999      | Anderson Mesa        | LONEOS               |
| 393237 | 2013 PL61              | 9 de gener de 2006     | Kitt Peak            | Spacewatch           |
| 393238 | 2013 QV22              | 23 de maig de 2003     | Kitt Peak            | Spacewatch           |
| 393239 | 2013 QH29              | 29 de desembre de 2005 | Kitt Peak            | Spacewatch           |
| 393240 | 2013 QF47              | 8 de març de 2005      | Anderson Mesa        | LONEOS               |
| 393241 | 2013 QL59              | 17 de setembre de 2009 | Kitt Peak            | Spacewatch           |
| 393242 | 2013 QC64              | 14 de juny de 2007     | Kitt Peak            | Spacewatch           |
| 393243 | 2013 QH75              | 5 de desembre de 1996  | Kitt Peak            | Spacewatch           |
| 393244 | 2013 QE82              | 21 de febrer de 2006   | Mount Lemmon         | Mt. Lemmon Survey    |
| 393245 | 2013 QG86              | 23 de gener de 1998    | Kitt Peak            | Spacewatch           |
| 393246 | 2013 RB                | 7 d'octubre de 2008    | Mount Lemmon         | Mt. Lemmon Survey    |
| 393247 | 2013 RE37              | 16 d'agost de 2002     | Kitt Peak            | Spacewatch           |
| 393248 | 2013 RB68              | 20 de gener de 2009    | Catalina             | CSS                  |
| 393249 | 2013 RK73              | 3 de juliol de 2003    | Kitt Peak            | Spacewatch           |
| 393250 | 2013 RA97              | 27 d'octubre de 2003   | Kitt Peak            | Spacewatch           |
| 393251 | 2013 SM45              | 7 d'agost de 2008      | Kitt Peak            | Spacewatch           |
| 393252 | 2013 SH52              | 16 de gener de 1999    | Kitt Peak            | Spacewatch           |
| 393253 | 2013 TU3               | 3 de desembre de 2005  | Catalina             | CSS                  |
| 393254 | 2013 TL11              | 6 d'abril de 2008      | Mount Lemmon         | Mt. Lemmon Survey    |
| 393255 | 2013 TV13              | 16 de maig de 2012     | Mount Lemmon         | Mt. Lemmon Survey    |
| 393256 | 2013 TQ37              | 15 d'octubre de 1996   | Kitt Peak            | Spacewatch           |
| 393257 | 2013 TV87              | 16 de març de 2005     | Mount Lemmon         | Mt. Lemmon Survey    |
| 393258 | 2013 TB107             | 4 d'octubre de 2007    | Mount Lemmon         | Mt. Lemmon Survey    |
| 393259 | 2013 TD138             | 25 d'octubre de 2008   | Kitt Peak            | Spacewatch           |
| 393260 | 2013 UU14              | 30 de gener de 2006    | Kitt Peak            | Spacewatch           |
| 393261 | 2013 VK8               | 5 de desembre de 2002  | Socorro              | LINEAR               |
| 393262 | 2013 VW8               | 5 de desembre de 2002  | Socorro              | LINEAR               |
| 393263 | 2013 VT14              | 20 d'octubre de 2006   | Mount Lemmon         | Mt. Lemmon Survey    |
| 393264 | 2013 WW16              | 2 d'octubre de 2006    | Mount Lemmon         | Mt. Lemmon Survey    |
| 393265 | 2013 WK32              | 20 de novembre de 2008 | Mount Lemmon         | Mt. Lemmon Survey    |
| 393266 | 2013 WQ35              | 29 de desembre de 2003 | Socorro              | LINEAR               |
| 393267 | 2013 WH43              | 16 de febrer de 2004   | Kitt Peak            | Spacewatch           |
| 393268 | 2013 WA53              | 20 de febrer de 2010   | WISE                 | WISE                 |
| 393269 | 2013 WO56              | 9 d'octubre de 1999    | Socorro              | LINEAR               |
| 393270 | 2013 WS64              | 20 d'agost de 2000     | Kitt Peak            | Spacewatch           |
| 393271 | 2013 WN65              | 6 de gener de 2010     | Kitt Peak            | Spacewatch           |
| 393272 | 2013 WT66              | 19 de desembre de 2003 | Kitt Peak            | Spacewatch           |
| 393273 | 2013 WU68              | 5 d'agost de 2008      | Siding Spring        | Siding Spring Survey |
| 393274 | 2013 WJ82              | 7 de desembre de 2005  | Kitt Peak            | Spacewatch           |
| 393275 | 2013 WX85              | 17 de novembre de 1995 | Kitt Peak            | Spacewatch           |
| 393276 | 2013 WH107             | 9 de febrer de 2010    | Catalina             | CSS                  |
| 393277 | 2013 WN108             | 11 de desembre de 2002 | Socorro              | LINEAR               |
| 393278 | 2013 XN3               | 8 d'octubre de 2004    | Kitt Peak            | Spacewatch           |
| 393279 | 2013 XA10              | 7 d'abril de 2003      | Kitt Peak            | Spacewatch           |
| 393280 | 2013 XV11              | 18 d'octubre de 2006   | Kitt Peak            | Spacewatch           |
| 393281 | 2013 XO19              | 23 de setembre de 2008 | Mount Lemmon         | Mt. Lemmon Survey    |
| 393282 | 2013 YS3               | 4 de febrer de 2006    | Catalina             | CSS                  |
| 393283 | 2013 YB5               | 27 de novembre de 2009 | Mount Lemmon         | Mt. Lemmon Survey    |
| 393284 | 2013 YN5               | 3 de març de 2005      | Catalina             | CSS                  |
| 393285 | 2013 YE6               | 11 de maig de 2003     | Kitt Peak            | Spacewatch           |
| 393286 | 2013 YR6               | 21 de setembre de 2004 | Anderson Mesa        | LONEOS               |
| 393287 | 2013 YG12              | 19 de desembre de 2003 | Kitt Peak            | Spacewatch           |
| 393288 | 2013 YS14              | 16 de febrer de 2010   | Kitt Peak            | Spacewatch           |
| 393289 | 2013 YT41              | 28 de febrer de 2008   | Kitt Peak            | Spacewatch           |
| 393290 | 2013 YP45              | 27 de març de 2011     | Kitt Peak            | Spacewatch           |
| 393291 | 2013 YR46              | 12 de febrer de 2004   | Kitt Peak            | Spacewatch           |
| 393292 | 2013 YN48              | 25 de maig de 2006     | Mount Lemmon         | Mt. Lemmon Survey    |
| 393293 | 2013 YN50              | 9 de febrer de 2007    | Kitt Peak            | Spacewatch           |
| 393294 | 2013 YO58              | 15 de març de 2010     | Catalina             | CSS                  |
| 393295 | 2013 YX63              | 22 de novembre de 2006 | Catalina             | CSS                  |
| 393296 | 2013 YU64              | 17 de setembre de 2006 | Kitt Peak            | Spacewatch           |
| 393297 | 2013 YW65              | 23 d'agost de 2008     | Siding Spring        | Siding Spring Survey |
| 393298 | 2013 YE68              | 17 de desembre de 2001 | Socorro              | LINEAR               |
| 393299 | 2013 YM68              | 5 de juliol de 2005    | Kitt Peak            | Spacewatch           |
| 393300 | 2013 YF69              | 4 de febrer de 2009    | Mount Lemmon         | Mt. Lemmon Survey    |

## 393301-393400
| Nom    | Designació provisional | Data de descobriment   | Lloc de descobriment | Descobridor/s                                          |
| ------ | ---------------------- | ---------------------- | -------------------- | ------------------------------------------------------ |
| 393301 | 2013 YY72              | 13 de novembre de 2007 | Kitt Peak            | Spacewatch                                             |
| 393302 | 2013 YA88              | 2 de febrer de 2000    | Socorro              | LINEAR                                                 |
| 393303 | 2013 YX100             | 11 de març de 2007     | Kitt Peak            | Spacewatch                                             |
| 393304 | 2013 YL105             | 22 d'octubre de 1998   | Kitt Peak            | Spacewatch                                             |
| 393305 | 2013 YQ105             | 4 de febrer de 2005    | Mount Lemmon         | Mt. Lemmon Survey                                      |
| 393306 | 2013 YN106             | 22 de novembre de 2006 | Mount Lemmon         | Mt. Lemmon Survey                                      |
| 393307 | 2013 YT108             | 9 de març de 2002      | Kitt Peak            | Spacewatch                                             |
| 393308 | 2013 YQ124             | 22 de setembre de 2008 | Socorro              | LINEAR                                                 |
| 393309 | 2013 YS124             | 23 de setembre de 2005 | Catalina             | CSS                                                    |
| 393310 | 2013 YC132             | 26 d'abril de 2003     | Kitt Peak            | Spacewatch                                             |
| 393311 | 2013 YM142             | 13 de març de 2010     | Siding Spring        | Siding Spring Survey                                   |
| 393312 | 2013 YM143             | 24 de novembre de 2006 | Kitt Peak            | Spacewatch                                             |
| 393313 | 2014 AZ3               | 12 de gener de 2010    | WISE                 | WISE                                                   |
| 393314 | 2014 AN8               | 5 de desembre de 2005  | Mount Lemmon         | Mt. Lemmon Survey                                      |
| 393315 | 2014 AB24              | 29 de gener de 2010    | WISE                 | WISE                                                   |
| 393316 | 2014 AZ26              | 11 de gener de 2008    | Kitt Peak            | Spacewatch                                             |
| 393317 | 2014 AB30              | 26 d'octubre de 2008   | Mount Lemmon         | Mt. Lemmon Survey                                      |
| 393318 | 2014 AG37              | 17 de setembre de 2004 | Anderson Mesa        | LONEOS                                                 |
| 393319 | 2014 AV40              | 26 de setembre de 2006 | Kitt Peak            | Spacewatch                                             |
| 393320 | 2014 AR49              | 5 d'octubre de 2005    | Mount Lemmon         | Mt. Lemmon Survey                                      |
| 393321 | 2014 AY49              | 24 d'agost de 2007     | Kitt Peak            | Spacewatch                                             |
| 393322 | 2014 AE50              | 2 de març de 2006      | Kitt Peak            | Spacewatch                                             |
| 393323 | 2014 AJ53              | 16 de febrer de 2001   | Socorro              | LINEAR                                                 |
| 393324 | 2014 BZ6               | 23 de novembre de 2008 | Kitt Peak            | Spacewatch                                             |
| 393325 | 2014 BE7               | 18 de desembre de 2009 | Mount Lemmon         | Mt. Lemmon Survey                                      |
| 393326 | 2014 BV7               | 25 de gener de 2006    | Kitt Peak            | Spacewatch                                             |
| 393327 | 2014 BD12              | 12 de maig de 2010     | Mount Lemmon         | Mt. Lemmon Survey                                      |
| 393328 | 2014 BP18              | 25 d'abril de 2003     | Kitt Peak            | Spacewatch                                             |
| 393329 | 2014 BV21              | 14 de novembre de 2006 | Mount Lemmon         | Mt. Lemmon Survey                                      |
| 393330 | 2014 BT22              | 26 de març de 2003     | Kitt Peak            | Spacewatch                                             |
| 393331 | 2014 BS34              | 23 de febrer de 2007   | Kitt Peak            | Spacewatch                                             |
| 393332 | 2014 BP35              | 23 de febrer de 2007   | Kitt Peak            | Spacewatch                                             |
| 393333 | 2014 BM36              | 12 de desembre de 2006 | Mount Lemmon         | Mt. Lemmon Survey                                      |
| 393334 | 2014 BP36              | 9 de març de 2005      | Kitt Peak            | Spacewatch                                             |
| 393335 | 2014 BH40              | 1 de febrer de 2005    | Kitt Peak            | Spacewatch                                             |
| 393336 | 2014 BV41              | 19 de setembre de 2006 | Kitt Peak            | Spacewatch                                             |
| 393337 | 2014 BK44              | 23 de febrer de 2006   | Anderson Mesa        | LONEOS                                                 |
| 393338 | 2014 BN44              | 31 de gener de 2010    | WISE                 | WISE                                                   |
| 393339 | 2014 BT44              | 16 de gener de 2004    | Kitt Peak            | Spacewatch                                             |
| 393340 | 2014 BC54              | 30 de novembre de 2005 | Kitt Peak            | Spacewatch                                             |
| 393341 | 2014 BG56              | 1 d'octubre de 2008    | Kitt Peak            | Spacewatch                                             |
| 393342 | 2014 BG63              | 2 de febrer de 2005    | Kitt Peak            | Spacewatch                                             |
| 393343 | 2014 CE5               | 3 de gener de 2009     | Mount Lemmon         | Mt. Lemmon Survey                                      |
| 393344 | 2014 EF1               | 8 de maig de 2011      | Kitt Peak            | Spacewatch                                             |
| 393345 | 2014 EH1               | 7 d'octubre de 2000    | Kitt Peak            | Spacewatch                                             |
| 393346 | 4329 P-L               | 24 de setembre de 1960 | Palomar              | C. J. van Houten, I. van Houten-Groeneveld, T. Gehrels |
| 393347 | 4725 P-L               | 24 de setembre de 1960 | Palomar              | C. J. van Houten, I. van Houten-Groeneveld, T. Gehrels |
| 393348 | 1988 RO1               | 13 de setembre de 1988 | Palomar              | C. S. Shoemaker                                        |
| 393349 | 1991 VU9               | 4 de novembre de 1991  | Kitt Peak            | Spacewatch                                             |
| 393350 | 1992 RN1               | 1 de setembre de 1992  | Palomar              | E. F. Helin, K. J. Lawrence                            |
| 393351 | 1993 TR26              | 9 d'octubre de 1993    | La Silla             | E. W. Elst                                             |
| 393352 | 1995 OA14              | 23 de juliol de 1995   | Kitt Peak            | Spacewatch                                             |
| 393353 | 1995 UA11              | 17 d'octubre de 1995   | Kitt Peak            | Spacewatch                                             |
| 393354 | 1995 UC23              | 19 d'octubre de 1995   | Kitt Peak            | Spacewatch                                             |
| 393355 | 1995 UQ79              | 19 d'octubre de 1995   | Kitt Peak            | Spacewatch                                             |
| 393356 | 1996 EH5               | 11 de març de 1996     | Kitt Peak            | Spacewatch                                             |
| 393357 | 1997 BZ3               | 31 de gener de 1997    | Kitt Peak            | Spacewatch                                             |
| 393358 | 1997 TT2               | 3 d'octubre de 1997    | Caussols             | ODAS                                                   |
| 393359 | 1998 ME3               | 19 de juny de 1998     | Socorro              | LINEAR                                                 |
| 393360 | 1998 TD26              | 14 d'octubre de 1998   | Kitt Peak            | Spacewatch                                             |
| 393361 | 1999 EK15              | 10 de març de 1999     | Kitt Peak            | Spacewatch                                             |
| 393362 | 1999 FZ15              | 21 de març de 1999     | Kitt Peak            | Spacewatch                                             |
| 393363 | 1999 GU10              | 11 d'abril de 1999     | Kitt Peak            | Spacewatch                                             |
| 393364 | 1999 RK1               | 5 de setembre de 1999  | Catalina             | CSS                                                    |
| 393365 | 1999 RK213             | 12 de setembre de 1999 | Bergisch Gladbac     | W. Bickel                                              |
| 393366 | 1999 TM21              | 9 d'octubre de 1999    | Kitt Peak            | Spacewatch                                             |
| 393367 | 1999 TG60              | 7 d'octubre de 1999    | Kitt Peak            | Spacewatch                                             |
| 393368 | 1999 TJ134             | 6 d'octubre de 1999    | Socorro              | LINEAR                                                 |
| 393369 | 1999 TE249             | 9 d'octubre de 1999    | Catalina             | CSS                                                    |
| 393370 | 1999 TD260             | 9 d'octubre de 1999    | Kitt Peak            | Spacewatch                                             |
| 393371 | 1999 TY286             | 10 d'octubre de 1999   | Socorro              | LINEAR                                                 |
| 393372 | 1999 TP317             | 12 d'octubre de 1999   | Kitt Peak            | Spacewatch                                             |
| 393373 | 1999 VB46              | 3 de novembre de 1999  | Socorro              | LINEAR                                                 |
| 393374 | 1999 VV83              | 3 de novembre de 1999  | Kitt Peak            | Spacewatch                                             |
| 393375 | 1999 VZ90              | 10 d'octubre de 1999   | Socorro              | LINEAR                                                 |
| 393376 | 1999 VW120             | 4 de novembre de 1999  | Kitt Peak            | Spacewatch                                             |
| 393377 | 1999 VX136             | 12 de novembre de 1999 | Socorro              | LINEAR                                                 |
| 393378 | 1999 VR138             | 9 de novembre de 1999  | Kitt Peak            | Spacewatch                                             |
| 393379 | 1999 XQ47              | 7 de desembre de 1999  | Socorro              | LINEAR                                                 |
| 393380 | 2000 AJ213             | 6 de gener de 2000     | Kitt Peak            | Spacewatch                                             |
| 393381 | 2000 AL219             | 8 de gener de 2000     | Kitt Peak            | Spacewatch                                             |
| 393382 | 2000 BC10              | 26 de gener de 2000    | Kitt Peak            | Spacewatch                                             |
| 393383 | 2000 CO132             | 26 de gener de 2000    | Kitt Peak            | Spacewatch                                             |
| 393384 | 2000 FR1               | 25 de març de 2000     | Kitt Peak            | Spacewatch                                             |
| 393385 | 2000 GO17              | 5 d'abril de 2000      | Socorro              | LINEAR                                                 |
| 393386 | 2000 GL121             | 6 d'abril de 2000      | Kitt Peak            | Spacewatch                                             |
| 393387 | 2000 HU28              | 29 d'abril de 2000     | Socorro              | LINEAR                                                 |
| 393388 | 2000 OW68              | 30 de juliol de 2000   | Cerro Tololo         | M. W. Buie                                             |
| 393389 | 2000 QG2               | 24 d'agost de 2000     | Socorro              | LINEAR                                                 |
| 393390 | 2000 QZ46              | 24 d'agost de 2000     | Socorro              | LINEAR                                                 |
| 393391 | 2000 QU164             | 31 d'agost de 2000     | Socorro              | LINEAR                                                 |
| 393392 | 2000 QK199             | 29 d'agost de 2000     | Socorro              | LINEAR                                                 |
| 393393 | 2000 RN19              | 1 de setembre de 2000  | Socorro              | LINEAR                                                 |
| 393394 | 2000 SU13              | 31 d'agost de 2000     | Socorro              | LINEAR                                                 |
| 393395 | 2000 SP53              | 21 de setembre de 2000 | Anderson Mesa        | LONEOS                                                 |
| 393396 | 2000 SH56              | 24 de setembre de 2000 | Socorro              | LINEAR                                                 |
| 393397 | 2000 SS228             | 22 de setembre de 2000 | Anderson Mesa        | LONEOS                                                 |
| 393398 | 2000 SD286             | 24 de setembre de 2000 | Socorro              | LINEAR                                                 |
| 393399 | 2000 VM44              | 2 de novembre de 2000  | Socorro              | LINEAR                                                 |
| 393400 | 2000 WT1               | 17 de novembre de 2000 | Kitt Peak            | Spacewatch                                             |

## 393401-393500
| Nom    | Designació provisional | Data de descobriment   | Lloc de descobriment | Descobridor/s          |
| ------ | ---------------------- | ---------------------- | -------------------- | ---------------------- |
| 393401 | 2000 WH150             | 1 d'octubre de 2000    | Socorro              | LINEAR                 |
| 393402 | 2000 WU151             | 29 de novembre de 2000 | Haleakala            | NEAT                   |
| 393403 | 2000 WO155             | 30 de novembre de 2000 | Socorro              | LINEAR                 |
| 393404 | 2000 YP8               | 6 de desembre de 2000  | Kitt Peak            | Spacewatch             |
| 393405 | 2000 YA76              | 30 de desembre de 2000 | Socorro              | LINEAR                 |
| 393406 | 2001 AL45              | 30 de desembre de 2000 | Socorro              | LINEAR                 |
| 393407 | 2001 AF46              | 15 de gener de 2001    | Socorro              | LINEAR                 |
| 393408 | 2001 BR36              | 21 de gener de 2001    | Socorro              | LINEAR                 |
| 393409 | 2001 CY20              | 4 de febrer de 2001    | Socorro              | LINEAR                 |
| 393410 | 2001 KH1               | 17 de maig de 2001     | Socorro              | LINEAR                 |
| 393411 | 2001 OX25              | 18 de juliol de 2001   | Haleakala            | NEAT                   |
| 393412 | 2001 QE48              | 16 d'agost de 2001     | Socorro              | LINEAR                 |
| 393413 | 2001 QL102             | 19 d'agost de 2001     | Socorro              | LINEAR                 |
| 393414 | 2001 QT110             | 24 d'agost de 2001     | Ondřejov             | P. Kušnirák, P. Pravec |
| 393415 | 2001 QX134             | 22 d'agost de 2001     | Socorro              | LINEAR                 |
| 393416 | 2001 QC146             | 25 d'agost de 2001     | Kitt Peak            | Spacewatch             |
| 393417 | 2001 QB179             | 27 d'agost de 2001     | Palomar              | NEAT                   |
| 393418 | 2001 QA250             | 24 d'agost de 2001     | Haleakala            | NEAT                   |
| 393419 | 2001 RS18              | 7 de setembre de 2001  | Socorro              | LINEAR                 |
| 393420 | 2001 RB46              | 9 de setembre de 2001  | Goodricke-Pigott     | R. A. Tucker           |
| 393421 | 2001 RA110             | 12 de setembre de 2001 | Socorro              | LINEAR                 |
| 393422 | 2001 RO154             | 11 de setembre de 2001 | Anderson Mesa        | LONEOS                 |
| 393423 | 2001 SE8               | 18 de setembre de 2001 | Kitt Peak            | Spacewatch             |
| 393424 | 2001 SB68              | 17 de setembre de 2001 | Socorro              | LINEAR                 |
| 393425 | 2001 SJ92              | 20 de setembre de 2001 | Socorro              | LINEAR                 |
| 393426 | 2001 SE120             | 16 de setembre de 2001 | Socorro              | LINEAR                 |
| 393427 | 2001 SK123             | 16 de setembre de 2001 | Socorro              | LINEAR                 |
| 393428 | 2001 SX123             | 16 de setembre de 2001 | Socorro              | LINEAR                 |
| 393429 | 2001 SF155             | 17 de setembre de 2001 | Socorro              | LINEAR                 |
| 393430 | 2001 SX167             | 19 de setembre de 2001 | Socorro              | LINEAR                 |
| 393431 | 2001 SV217             | 19 de setembre de 2001 | Socorro              | LINEAR                 |
| 393432 | 2001 SO228             | 19 de setembre de 2001 | Socorro              | LINEAR                 |
| 393433 | 2001 SF292             | 16 de setembre de 2001 | Socorro              | LINEAR                 |
| 393434 | 2001 SU297             | 20 de setembre de 2001 | Socorro              | LINEAR                 |
| 393435 | 2001 SC321             | 23 de setembre de 2001 | Socorro              | LINEAR                 |
| 393436 | 2001 SU321             | 25 de setembre de 2001 | Socorro              | LINEAR                 |
| 393437 | 2001 SP331             | 19 de setembre de 2001 | Socorro              | LINEAR                 |
| 393438 | 2001 SX332             | 19 de setembre de 2001 | Socorro              | LINEAR                 |
| 393439 | 2001 TT117             | 15 d'octubre de 2001   | Socorro              | LINEAR                 |
| 393440 | 2001 TZ149             | 10 d'octubre de 2001   | Palomar              | NEAT                   |
| 393441 | 2001 TE162             | 11 d'octubre de 2001   | Palomar              | NEAT                   |
| 393442 | 2001 TQ198             | 11 d'octubre de 2001   | Socorro              | LINEAR                 |
| 393443 | 2001 TG200             | 11 d'octubre de 2001   | Socorro              | LINEAR                 |
| 393444 | 2001 TJ204             | 11 d'octubre de 2001   | Socorro              | LINEAR                 |
| 393445 | 2001 TX208             | 12 d'octubre de 2001   | Anderson Mesa        | LONEOS                 |
| 393446 | 2001 TC231             | 15 d'octubre de 2001   | Palomar              | NEAT                   |
| 393447 | 2001 UP11              | 13 d'octubre de 2001   | Kitt Peak            | Spacewatch             |
| 393448 | 2001 UK42              | 17 d'octubre de 2001   | Socorro              | LINEAR                 |
| 393449 | 2001 UD124             | 22 d'octubre de 2001   | Palomar              | NEAT                   |
| 393450 | 2001 UE135             | 22 d'octubre de 2001   | Socorro              | LINEAR                 |
| 393451 | 2001 UZ174             | 23 d'octubre de 2001   | Palomar              | NEAT                   |
| 393452 | 2001 UX192             | 18 d'octubre de 2001   | Socorro              | LINEAR                 |
| 393453 | 2001 UR206             | 20 d'octubre de 2001   | Socorro              | LINEAR                 |
| 393454 | 2001 UL231             | 16 d'octubre de 2001   | Palomar              | NEAT                   |
| 393455 | 2001 VB18              | 9 de novembre de 2001  | Socorro              | LINEAR                 |
| 393456 | 2001 VC68              | 11 de novembre de 2001 | Socorro              | LINEAR                 |
| 393457 | 2001 VJ126             | 14 de novembre de 2001 | Kitt Peak            | Spacewatch             |
| 393458 | 2001 WE1               | 17 de novembre de 2001 | Socorro              | LINEAR                 |
| 393459 | 2001 WM50              | 17 de novembre de 2001 | Socorro              | LINEAR                 |
| 393460 | 2001 XB56              | 10 de desembre de 2001 | Socorro              | LINEAR                 |
| 393461 | 2001 XL171             | 14 de desembre de 2001 | Socorro              | LINEAR                 |
| 393462 | 2001 XN231             | 15 de desembre de 2001 | Socorro              | LINEAR                 |
| 393463 | 2001 YN10              | 17 de desembre de 2001 | Socorro              | LINEAR                 |
| 393464 | 2001 YQ20              | 14 d'octubre de 2001   | Socorro              | LINEAR                 |
| 393465 | 2001 YE40              | 18 de desembre de 2001 | Socorro              | LINEAR                 |
| 393466 | 2002 AQ39              | 9 de gener de 2002     | Socorro              | LINEAR                 |
| 393467 | 2002 AX144             | 13 de gener de 2002    | Socorro              | LINEAR                 |
| 393468 | 2002 AB209             | 12 de gener de 2002    | Palomar              | NEAT                   |
| 393469 | 2002 AY209             | 13 de gener de 2002    | Kitt Peak            | Spacewatch             |
| 393470 | 2002 CR85              | 7 de febrer de 2002    | Socorro              | LINEAR                 |
| 393471 | 2002 CF198             | 10 de febrer de 2002   | Socorro              | LINEAR                 |
| 393472 | 2002 CM245             | 14 de gener de 2002    | Kitt Peak            | Spacewatch             |
| 393473 | 2002 CF265             | 13 de gener de 2002    | Kitt Peak            | Spacewatch             |
| 393474 | 2002 EQ161             | 6 de març de 2002      | Palomar              | NEAT                   |
| 393475 | 2002 GP130             | 12 d'abril de 2002     | Socorro              | LINEAR                 |
| 393476 | 2002 GT189             | 12 de març de 2002     | Kitt Peak            | Spacewatch             |
| 393477 | 2002 JB16              | 1 de maig de 2002      | Palomar              | NEAT                   |
| 393478 | 2002 JN67              | 10 de maig de 2002     | Palomar              | NEAT                   |
| 393479 | 2002 MO5               | 28 de juny de 2002     | Palomar              | NEAT                   |
| 393480 | 2002 ML6               | 24 de juny de 2002     | Palomar              | NEAT                   |
| 393481 | 2002 NR36              | 9 de juliol de 2002    | Socorro              | LINEAR                 |
| 393482 | 2002 PQ1               | 4 d'agost de 2002      | Reedy Creek          | J. Broughton           |
| 393483 | 2002 PW42              | 10 d'agost de 2002     | Socorro              | LINEAR                 |
| 393484 | 2002 PZ71              | 12 d'agost de 2002     | Socorro              | LINEAR                 |
| 393485 | 2002 PB80              | 4 d'agost de 2002      | Palomar              | NEAT                   |
| 393486 | 2002 PQ80              | 11 d'agost de 2002     | Palomar              | NEAT                   |
| 393487 | 2002 PC83              | 10 d'agost de 2002     | Socorro              | LINEAR                 |
| 393488 | 2002 PN133             | 14 d'agost de 2002     | Socorro              | LINEAR                 |
| 393489 | 2002 PD176             | 7 d'agost de 2002      | Palomar              | NEAT                   |
| 393490 | 2002 PC188             | 8 d'agost de 2002      | Palomar              | NEAT                   |
| 393491 | 2002 PA192             | 15 d'agost de 2002     | Palomar              | NEAT                   |
| 393492 | 2002 QN10              | 25 d'agost de 2002     | Palomar              | NEAT                   |
| 393493 | 2002 QX26              | 28 d'agost de 2002     | Socorro              | LINEAR                 |
| 393494 | 2002 QU58              | 31 d'agost de 2002     | Needville            | Needville              |
| 393495 | 2002 QP67              | 30 d'agost de 2002     | Palomar              | NEAT                   |
| 393496 | 2002 QU81              | 19 d'agost de 2002     | Palomar              | NEAT                   |
| 393497 | 2002 QS92              | 19 d'agost de 2002     | Palomar              | NEAT                   |
| 393498 | 2002 QQ125             | 29 d'agost de 2002     | Palomar              | NEAT                   |
| 393499 | 2002 QD153             | 22 d'octubre de 1998   | Caussols             | ODAS                   |
| 393500 | 2002 RQ22              | 4 de setembre de 2002  | Anderson Mesa        | LONEOS                 |

## 393501-393600
| Nom    | Designació provisional | Data de descobriment   | Lloc de descobriment | Descobridor/s            |
| ------ | ---------------------- | ---------------------- | -------------------- | ------------------------ |
| 393501 | 2002 RF23              | 31 d'agost de 2002     | Kitt Peak            | Spacewatch               |
| 393502 | 2002 RX85              | 5 de setembre de 2002  | Socorro              | LINEAR                   |
| 393503 | 2002 RE103             | 5 de setembre de 2002  | Socorro              | LINEAR                   |
| 393504 | 2002 RC139             | 10 de setembre de 2002 | Palomar              | NEAT                     |
| 393505 | 2002 RW141             | 10 de setembre de 2002 | Haleakala            | NEAT                     |
| 393506 | 2002 RZ193             | 12 de setembre de 2002 | Palomar              | NEAT                     |
| 393507 | 2002 RL225             | 13 de setembre de 2002 | Palomar              | NEAT                     |
| 393508 | 2002 RT261             | 5 de setembre de 2002  | Socorro              | LINEAR                   |
| 393509 | 2002 SA                | 16 de setembre de 2002 | Palomar              | NEAT                     |
| 393510 | 2002 SK4               | 27 de setembre de 2002 | Palomar              | NEAT                     |
| 393511 | 2002 SR16              | 27 de setembre de 2002 | Needville            | Needville                |
| 393512 | 2002 SW20              | 26 de setembre de 2002 | Palomar              | NEAT                     |
| 393513 | 2002 SH48              | 30 de setembre de 2002 | Socorro              | LINEAR                   |
| 393514 | 2002 SK56              | 30 de setembre de 2002 | Socorro              | LINEAR                   |
| 393515 | 2002 SG61              | 16 de setembre de 2002 | Palomar              | NEAT                     |
| 393516 | 2002 TJ31              | 2 d'octubre de 2002    | Socorro              | LINEAR                   |
| 393517 | 2002 TK32              | 2 d'octubre de 2002    | Socorro              | LINEAR                   |
| 393518 | 2002 TC37              | 2 d'octubre de 2002    | Socorro              | LINEAR                   |
| 393519 | 2002 TC84              | 2 d'octubre de 2002    | Haleakala            | NEAT                     |
| 393520 | 2002 TD87              | 6 de setembre de 2002  | Socorro              | LINEAR                   |
| 393521 | 2002 TN94              | 3 d'octubre de 2002    | Socorro              | LINEAR                   |
| 393522 | 2002 TJ111             | 2 d'octubre de 2002    | Campo Imperatore     | CINEOS                   |
| 393523 | 2002 TO148             | 30 d'agost de 2002     | Anderson Mesa        | LONEOS                   |
| 393524 | 2002 TR158             | 5 d'octubre de 2002    | Palomar              | NEAT                     |
| 393525 | 2002 TN176             | 5 d'octubre de 2002    | Palomar              | NEAT                     |
| 393526 | 2002 TW176             | 5 d'octubre de 2002    | Socorro              | LINEAR                   |
| 393527 | 2002 TY186             | 4 d'octubre de 2002    | Socorro              | LINEAR                   |
| 393528 | 2002 TE193             | 3 d'octubre de 2002    | Palomar              | NEAT                     |
| 393529 | 2002 TK218             | 7 de setembre de 2002  | Socorro              | LINEAR                   |
| 393530 | 2002 TP224             | 2 d'octubre de 2002    | Socorro              | LINEAR                   |
| 393531 | 2002 TE267             | 10 d'octubre de 2002   | Socorro              | LINEAR                   |
| 393532 | 2002 TH306             | 4 d'octubre de 2002    | Apache Point         | Sloan Digital Sky Survey |
| 393533 | 2002 TJ309             | 4 d'octubre de 2002    | Apache Point         | Sloan Digital Sky Survey |
| 393534 | 2002 TA342             | 5 d'octubre de 2002    | Apache Point         | Sloan Digital Sky Survey |
| 393535 | 2002 TE371             | 10 d'octubre de 2002   | Apache Point         | Sloan Digital Sky Survey |
| 393536 | 2002 UW6               | 28 d'octubre de 2002   | Palomar              | NEAT                     |
| 393537 | 2002 UL8               | 28 d'octubre de 2002   | Palomar              | NEAT                     |
| 393538 | 2002 UE13              | 28 d'octubre de 2002   | Haleakala            | NEAT                     |
| 393539 | 2002 UW38              | 31 d'octubre de 2002   | Palomar              | NEAT                     |
| 393540 | 2002 UQ74              | 30 d'octubre de 2002   | Palomar              | NEAT                     |
| 393541 | 2002 VL13              | 28 d'octubre de 2002   | Kitt Peak            | Spacewatch               |
| 393542 | 2002 VF28              | 5 de novembre de 2002  | Anderson Mesa        | LONEOS                   |
| 393543 | 2002 VV96              | 11 de novembre de 2002 | Socorro              | LINEAR                   |
| 393544 | 2002 VF103             | 12 de novembre de 2002 | Socorro              | LINEAR                   |
| 393545 | 2002 VG115             | 11 de novembre de 2002 | Socorro              | LINEAR                   |
| 393546 | 2002 VW126             | 13 de novembre de 2002 | Palomar              | NEAT                     |
| 393547 | 2002 WA5               | 24 de novembre de 2002 | Palomar              | NEAT                     |
| 393548 | 2002 XF63              | 11 de desembre de 2002 | Socorro              | LINEAR                   |
| 393549 | 2002 XH120             | 3 de desembre de 2002  | Palomar              | NEAT                     |
| 393550 | 2003 AF72              | 11 de gener de 2003    | Socorro              | LINEAR                   |
| 393551 | 2003 BG23              | 25 de gener de 2003    | Palomar              | NEAT                     |
| 393552 | 2003 BP56              | 30 de gener de 2003    | Anderson Mesa        | LONEOS                   |
| 393553 | 2003 CA16              | 4 de febrer de 2003    | Haleakala            | NEAT                     |
| 393554 | 2003 DJ20              | 22 de febrer de 2003   | Palomar              | NEAT                     |
| 393555 | 2003 FA28              | 24 de març de 2003     | Kitt Peak            | Spacewatch               |
| 393556 | 2003 FK34              | 23 de març de 2003     | Kitt Peak            | Spacewatch               |
| 393557 | 2003 FK35              | 23 de març de 2003     | Kitt Peak            | Spacewatch               |
| 393558 | 2003 GP31              | 8 d'abril de 2003      | Kitt Peak            | Spacewatch               |
| 393559 | 2003 GO33              | 3 d'abril de 2003      | Cerro Tololo         | Deep Lens Survey         |
| 393560 | 2003 GK46              | 8 d'abril de 2003      | Palomar              | NEAT                     |
| 393561 | 2003 HZ6               | 24 d'abril de 2003     | Kitt Peak            | Spacewatch               |
| 393562 | 2003 HT17              | 25 d'abril de 2003     | Kitt Peak            | Spacewatch               |
| 393563 | 2003 HR19              | 26 d'abril de 2003     | Kitt Peak            | Spacewatch               |
| 393564 | 2003 HP43              | 30 d'abril de 2003     | Kitt Peak            | Spacewatch               |
| 393565 | 2003 JK                | 1 de maig de 2003      | Kitt Peak            | Spacewatch               |
| 393566 | 2003 JR3               | 2 de maig de 2003      | Kitt Peak            | Spacewatch               |
| 393567 | 2003 JL8               | 2 de maig de 2003      | Socorro              | LINEAR                   |
| 393568 | 2003 JY10              | 4 de maig de 2003      | Kleť                 | J. Tichá, M. Tichý       |
| 393569 | 2003 JC13              | 7 de maig de 2003      | Kitt Peak            | Spacewatch               |
| 393570 | 2003 JS15              | 6 de maig de 2003      | Kitt Peak            | Spacewatch               |
| 393571 | 2003 KA2               | 1 de maig de 2003      | Kitt Peak            | Spacewatch               |
| 393572 | 2003 KF8               | 23 de maig de 2003     | Kitt Peak            | Spacewatch               |
| 393573 | 2003 KT10              | 26 de maig de 2003     | Kitt Peak            | Spacewatch               |
| 393574 | 2003 KJ31              | 26 de maig de 2003     | Kitt Peak            | Spacewatch               |
| 393575 | 2003 QE12              | 22 d'agost de 2003     | Socorro              | LINEAR                   |
| 393576 | 2003 RC18              | 15 de setembre de 2003 | Palomar              | NEAT                     |
| 393577 | 2003 RR19              | 15 de setembre de 2003 | Anderson Mesa        | LONEOS                   |
| 393578 | 2003 SQ30              | 18 de setembre de 2003 | Kitt Peak            | Spacewatch               |
| 393579 | 2003 SQ120             | 17 de setembre de 2003 | Socorro              | LINEAR                   |
| 393580 | 2003 SO188             | 22 de setembre de 2003 | Anderson Mesa        | LONEOS                   |
| 393581 | 2003 SU192             | 7 de setembre de 2003  | Socorro              | LINEAR                   |
| 393582 | 2003 SH205             | 23 de setembre de 2003 | Haleakala            | NEAT                     |
| 393583 | 2003 SM218             | 28 de setembre de 2003 | Desert Eagle         | W. K. Y. Yeung           |
| 393584 | 2003 SF251             | 26 de setembre de 2003 | Socorro              | LINEAR                   |
| 393585 | 2003 SF253             | 27 de setembre de 2003 | Kitt Peak            | Spacewatch               |
| 393586 | 2003 SZ276             | 30 de setembre de 2003 | Socorro              | LINEAR                   |
| 393587 | 2003 SB338             | 23 de setembre de 2003 | Palomar              | NEAT                     |
| 393588 | 2003 SS355             | 28 de setembre de 2003 | Socorro              | LINEAR                   |
| 393589 | 2003 SC395             | 26 de setembre de 2003 | Apache Point         | Sloan Digital Sky Survey |
| 393590 | 2003 SJ401             | 26 de setembre de 2003 | Apache Point         | Sloan Digital Sky Survey |
| 393591 | 2003 SK407             | 27 de setembre de 2003 | Apache Point         | Sloan Digital Sky Survey |
| 393592 | 2003 TG49              | 3 d'octubre de 2003    | Kitt Peak            | Spacewatch               |
| 393593 | 2003 UJ22              | 21 d'octubre de 2003   | Socorro              | LINEAR                   |
| 393594 | 2003 UV64              | 1 d'octubre de 2003    | Anderson Mesa        | LONEOS                   |
| 393595 | 2003 UW94              | 18 d'octubre de 2003   | Kitt Peak            | Spacewatch               |
| 393596 | 2003 US96              | 19 d'octubre de 2003   | Kitt Peak            | Spacewatch               |
| 393597 | 2003 UD127             | 21 d'octubre de 2003   | Kitt Peak            | Spacewatch               |
| 393598 | 2003 UF154             | 20 d'octubre de 2003   | Kitt Peak            | Spacewatch               |
| 393599 | 2003 UL168             | 22 d'octubre de 2003   | Socorro              | LINEAR                   |
| 393600 | 2003 UM194             | 28 de setembre de 2003 | Anderson Mesa        | LONEOS                   |

## 393601-393700
| Nom    | Designació provisional | Data de descobriment   | Lloc de descobriment | Descobridor/s        |
| ------ | ---------------------- | ---------------------- | -------------------- | -------------------- |
| 393601 | 2003 UD204             | 21 d'octubre de 2003   | Kitt Peak            | Spacewatch           |
| 393602 | 2003 UV229             | 23 d'octubre de 2003   | Anderson Mesa        | LONEOS               |
| 393603 | 2003 UQ279             | 28 de setembre de 2003 | Anderson Mesa        | LONEOS               |
| 393604 | 2003 UP298             | 16 d'octubre de 2003   | Kitt Peak            | Spacewatch           |
| 393605 | 2003 UH322             | 16 d'octubre de 2003   | Kitt Peak            | Spacewatch           |
| 393606 | 2003 UA357             | 19 d'octubre de 2003   | Kitt Peak            | Spacewatch           |
| 393607 | 2003 WX60              | 19 de novembre de 2003 | Kitt Peak            | Spacewatch           |
| 393608 | 2003 WN85              | 20 de novembre de 2003 | Kitt Peak            | Spacewatch           |
| 393609 | 2003 WS160             | 30 de novembre de 2003 | Kitt Peak            | Spacewatch           |
| 393610 | 2003 WD172             | 30 de novembre de 2003 | Socorro              | LINEAR               |
| 393611 | 2003 XN28              | 19 de novembre de 2003 | Kitt Peak            | Spacewatch           |
| 393612 | 2003 YU40              | 19 de desembre de 2003 | Kitt Peak            | Spacewatch           |
| 393613 | 2003 YN60              | 24 de novembre de 2003 | Kitt Peak            | Spacewatch           |
| 393614 | 2003 YW77              | 18 de desembre de 2003 | Socorro              | LINEAR               |
| 393615 | 2004 BZ31              | 19 de gener de 2004    | Kitt Peak            | Spacewatch           |
| 393616 | 2004 BH127             | 16 de gener de 2004    | Kitt Peak            | Spacewatch           |
| 393617 | 2004 BP142             | 19 de gener de 2004    | Kitt Peak            | Spacewatch           |
| 393618 | 2004 BC156             | 28 de gener de 2004    | Kitt Peak            | Spacewatch           |
| 393619 | 2004 DU47              | 19 de febrer de 2004   | Socorro              | LINEAR               |
| 393620 | 2004 DZ56              | 22 de febrer de 2004   | Kitt Peak            | Spacewatch           |
| 393621 | 2004 EM26              | 14 de març de 2004     | Kitt Peak            | Spacewatch           |
| 393622 | 2004 ES26              | 14 de març de 2004     | Kitt Peak            | Spacewatch           |
| 393623 | 2004 FQ1               | 16 de març de 2004     | Kitt Peak            | Spacewatch           |
| 393624 | 2004 FV3               | 19 de març de 2004     | Socorro              | LINEAR               |
| 393625 | 2004 FV28              | 27 de març de 2004     | Socorro              | LINEAR               |
| 393626 | 2004 FM75              | 17 de març de 2004     | Kitt Peak            | Spacewatch           |
| 393627 | 2004 GZ16              | 10 d'abril de 2004     | Palomar              | NEAT                 |
| 393628 | 2004 GN49              | 12 d'abril de 2004     | Kitt Peak            | Spacewatch           |
| 393629 | 2004 GE63              | 13 d'abril de 2004     | Kitt Peak            | Spacewatch           |
| 393630 | 2004 GZ76              | 13 d'abril de 2004     | Catalina             | CSS                  |
| 393631 | 2004 HQ57              | 21 d'abril de 2004     | Kitt Peak            | Spacewatch           |
| 393632 | 2004 JS42              | 15 de maig de 2004     | Socorro              | LINEAR               |
| 393633 | 2004 KM7               | 20 de maig de 2004     | Kitt Peak            | Spacewatch           |
| 393634 | 2004 LA20              | 11 de juny de 2004     | Kitt Peak            | Spacewatch           |
| 393635 | 2004 LP28              | 14 de juny de 2004     | Kitt Peak            | Spacewatch           |
| 393636 | 2004 NQ1               | 9 de juliol de 2004    | Socorro              | LINEAR               |
| 393637 | 2004 NL12              | 11 de juliol de 2004   | Socorro              | LINEAR               |
| 393638 | 2004 NJ27              | 11 de juliol de 2004   | Socorro              | LINEAR               |
| 393639 | 2004 NG29              | 14 de juliol de 2004   | Socorro              | LINEAR               |
| 393640 | 2004 PY14              | 7 d'agost de 2004      | Palomar              | NEAT                 |
| 393641 | 2004 PG18              | 8 d'agost de 2004      | Anderson Mesa        | LONEOS               |
| 393642 | 2004 PJ23              | 8 d'agost de 2004      | Socorro              | LINEAR               |
| 393643 | 2004 PB24              | 17 de juliol de 2004   | Socorro              | LINEAR               |
| 393644 | 2004 PH26              | 8 d'agost de 2004      | Socorro              | LINEAR               |
| 393645 | 2004 PM32              | 8 d'agost de 2004      | Socorro              | LINEAR               |
| 393646 | 2004 PW33              | 8 d'agost de 2004      | Anderson Mesa        | LONEOS               |
| 393647 | 2004 PC39              | 9 d'agost de 2004      | Socorro              | LINEAR               |
| 393648 | 2004 PP81              | 10 d'agost de 2004     | Socorro              | LINEAR               |
| 393649 | 2004 PU91              | 12 d'agost de 2004     | Socorro              | LINEAR               |
| 393650 | 2004 PC107             | 15 d'agost de 2004     | Palomar              | NEAT                 |
| 393651 | 2004 PS111             | 9 d'agost de 2004      | Socorro              | LINEAR               |
| 393652 | 2004 PN116             | 12 d'agost de 2004     | Mauna Kea            | P. A. Wiegert        |
| 393653 | 2004 QJ5               | 21 d'agost de 2004     | Reedy Creek          | J. Broughton         |
| 393654 | 2004 QH14              | 20 d'agost de 2004     | Socorro              | LINEAR               |
| 393655 | 2004 RP                | 3 de setembre de 2004  | Palomar              | NEAT                 |
| 393656 | 2004 RJ6               | 4 de setembre de 2004  | Palomar              | NEAT                 |
| 393657 | 2004 RS9               | 6 de setembre de 2004  | Socorro              | LINEAR               |
| 393658 | 2004 RJ12              | 21 d'agost de 2004     | Catalina             | CSS                  |
| 393659 | 2004 RR16              | 7 de setembre de 2004  | Socorro              | LINEAR               |
| 393660 | 2004 RM17              | 7 de setembre de 2004  | Socorro              | LINEAR               |
| 393661 | 2004 RP21              | 7 de setembre de 2004  | Kitt Peak            | Spacewatch           |
| 393662 | 2004 RH32              | 7 de setembre de 2004  | Socorro              | LINEAR               |
| 393663 | 2004 RT41              | 7 de setembre de 2004  | Kitt Peak            | Spacewatch           |
| 393664 | 2004 RK45              | 8 de setembre de 2004  | Socorro              | LINEAR               |
| 393665 | 2004 RF55              | 8 de setembre de 2004  | Socorro              | LINEAR               |
| 393666 | 2004 RU60              | 11 d'agost de 2004     | Socorro              | LINEAR               |
| 393667 | 2004 RZ66              | 8 de setembre de 2004  | Socorro              | LINEAR               |
| 393668 | 2004 RT69              | 8 de setembre de 2004  | Socorro              | LINEAR               |
| 393669 | 2004 RQ93              | 8 de setembre de 2004  | Socorro              | LINEAR               |
| 393670 | 2004 RM105             | 8 de setembre de 2004  | Palomar              | NEAT                 |
| 393671 | 2004 RP109             | 20 d'agost de 2004     | Catalina             | CSS                  |
| 393672 | 2004 RV114             | 7 de setembre de 2004  | Socorro              | LINEAR               |
| 393673 | 2004 RP158             | 10 de setembre de 2004 | Socorro              | LINEAR               |
| 393674 | 2004 RX171             | 9 de setembre de 2004  | Socorro              | LINEAR               |
| 393675 | 2004 RS187             | 10 de setembre de 2004 | Socorro              | LINEAR               |
| 393676 | 2004 RB198             | 10 de setembre de 2004 | Socorro              | LINEAR               |
| 393677 | 2004 RO218             | 11 de setembre de 2004 | Socorro              | LINEAR               |
| 393678 | 2004 RF230             | 9 de setembre de 2004  | Kitt Peak            | Spacewatch           |
| 393679 | 2004 RS247             | 12 de setembre de 2004 | Socorro              | LINEAR               |
| 393680 | 2004 RA248             | 14 de juliol de 2004   | Socorro              | LINEAR               |
| 393681 | 2004 RV251             | 15 d'agost de 2004     | Siding Spring        | Siding Spring Survey |
| 393682 | 2004 RO275             | 13 de setembre de 2004 | Kitt Peak            | Spacewatch           |
| 393683 | 2004 RX302             | 11 de setembre de 2004 | Kitt Peak            | Spacewatch           |
| 393684 | 2004 RZ327             | 15 de setembre de 2004 | Anderson Mesa        | LONEOS               |
| 393685 | 2004 RC357             | 15 de setembre de 2004 | Siding Spring        | Siding Spring Survey |
| 393686 | 2004 SR2               | 17 de setembre de 2004 | Socorro              | LINEAR               |
| 393687 | 2004 SW20              | 18 de setembre de 2004 | Socorro              | LINEAR               |
| 393688 | 2004 SZ22              | 17 de setembre de 2004 | Kitt Peak            | Spacewatch           |
| 393689 | 2004 ST28              | 17 de setembre de 2004 | Socorro              | LINEAR               |
| 393690 | 2004 SM29              | 17 de setembre de 2004 | Socorro              | LINEAR               |
| 393691 | 2004 TU2               | 15 de setembre de 2004 | Kitt Peak            | Spacewatch           |
| 393692 | 2004 TB9               | 22 de setembre de 2004 | Kitt Peak            | Spacewatch           |
| 393693 | 2004 TJ22              | 4 d'octubre de 2004    | Kitt Peak            | Spacewatch           |
| 393694 | 2004 TU32              | 4 d'octubre de 2004    | Kitt Peak            | Spacewatch           |
| 393695 | 2004 TA36              | 26 d'agost de 2004     | Catalina             | CSS                  |
| 393696 | 2004 TJ40              | 24 de setembre de 2004 | Kitt Peak            | Spacewatch           |
| 393697 | 2004 TV62              | 17 de setembre de 2004 | Kitt Peak            | Spacewatch           |
| 393698 | 2004 TS77              | 21 de setembre de 2004 | Socorro              | LINEAR               |
| 393699 | 2004 TB98              | 17 de setembre de 2004 | Kitt Peak            | Spacewatch           |
| 393700 | 2004 TC115             | 6 d'octubre de 2004    | Kitt Peak            | Spacewatch           |

## 393701-393800
| Nom    | Designació provisional | Data de descobriment   | Lloc de descobriment | Descobridor/s     |
| ------ | ---------------------- | ---------------------- | -------------------- | ----------------- |
| 393701 | 2004 TK115             | 4 d'octubre de 2004    | Kitt Peak            | Spacewatch        |
| 393702 | 2004 TO119             | 6 d'octubre de 2004    | Palomar              | NEAT              |
| 393703 | 2004 TA152             | 6 d'octubre de 2004    | Kitt Peak            | Spacewatch        |
| 393704 | 2004 TF154             | 23 de setembre de 2004 | Kitt Peak            | Spacewatch        |
| 393705 | 2004 TE163             | 6 d'octubre de 2004    | Kitt Peak            | Spacewatch        |
| 393706 | 2004 TS163             | 6 d'octubre de 2004    | Kitt Peak            | Spacewatch        |
| 393707 | 2004 TH172             | 8 d'octubre de 2004    | Socorro              | LINEAR            |
| 393708 | 2004 TM177             | 6 d'octubre de 2004    | Kitt Peak            | Spacewatch        |
| 393709 | 2004 TD182             | 7 d'octubre de 2004    | Kitt Peak            | Spacewatch        |
| 393710 | 2004 TJ219             | 5 d'octubre de 2004    | Kitt Peak            | Spacewatch        |
| 393711 | 2004 TL222             | 7 d'octubre de 2004    | Socorro              | LINEAR            |
| 393712 | 2004 TS255             | 9 d'octubre de 2004    | Kitt Peak            | Spacewatch        |
| 393713 | 2004 TV268             | 9 d'octubre de 2004    | Kitt Peak            | Spacewatch        |
| 393714 | 2004 TJ285             | 7 de setembre de 2004  | Kitt Peak            | Spacewatch        |
| 393715 | 2004 TQ287             | 9 d'octubre de 2004    | Socorro              | LINEAR            |
| 393716 | 2004 TK337             | 12 d'octubre de 2004   | Kitt Peak            | Spacewatch        |
| 393717 | 2004 UX8               | 23 d'octubre de 2004   | Socorro              | LINEAR            |
| 393718 | 2004 VJ18              | 4 de novembre de 2004  | Kitt Peak            | Spacewatch        |
| 393719 | 2004 VS28              | 7 de novembre de 2004  | Socorro              | LINEAR            |
| 393720 | 2004 VY31              | 15 d'octubre de 2004   | Kitt Peak            | Spacewatch        |
| 393721 | 2004 VE80              | 3 de novembre de 2004  | Kitt Peak            | Spacewatch        |
| 393722 | 2004 VL83              | 15 d'octubre de 2004   | Mount Lemmon         | Mt. Lemmon Survey |
| 393723 | 2004 XY7               | 2 de desembre de 2004  | Palomar              | NEAT              |
| 393724 | 2004 XB21              | 8 de desembre de 2004  | Socorro              | LINEAR            |
| 393725 | 2004 XC26              | 9 de desembre de 2004  | Kitt Peak            | Spacewatch        |
| 393726 | 2004 XS58              | 10 de desembre de 2004 | Kitt Peak            | Spacewatch        |
| 393727 | 2004 XL136             | 15 de desembre de 2004 | Socorro              | LINEAR            |
| 393728 | 2004 XX160             | 14 de desembre de 2004 | Kitt Peak            | Spacewatch        |
| 393729 | 2004 XC169             | 9 de desembre de 2004  | Kitt Peak            | Spacewatch        |
| 393730 | 2004 YG6               | 16 de desembre de 2004 | Kitt Peak            | Spacewatch        |
| 393731 | 2004 YJ20              | 18 de desembre de 2004 | Mount Lemmon         | Mt. Lemmon Survey |
| 393732 | 2005 AO29              | 15 de gener de 2005    | Anderson Mesa        | LONEOS            |
| 393733 | 2005 AV71              | 15 de gener de 2005    | Kitt Peak            | Spacewatch        |
| 393734 | 2005 BM6               | 16 de gener de 2005    | Socorro              | LINEAR            |
| 393735 | 2005 BJ8               | 16 de gener de 2005    | Socorro              | LINEAR            |
| 393736 | 2005 BN10              | 16 de gener de 2005    | Socorro              | LINEAR            |
| 393737 | 2005 BN19              | 16 de gener de 2005    | Socorro              | LINEAR            |
| 393738 | 2005 CR8               | 20 de desembre de 2004 | Mount Lemmon         | Mt. Lemmon Survey |
| 393739 | 2005 CD26              | 1 de febrer de 2005    | Catalina             | CSS               |
| 393740 | 2005 CC30              | 1 de febrer de 2005    | Kitt Peak            | Spacewatch        |
| 393741 | 2005 CM58              | 9 de gener de 2005     | Campo Imperatore     | CINEOS            |
| 393742 | 2005 CT60              | 4 de febrer de 2005    | Mount Lemmon         | Mt. Lemmon Survey |
| 393743 | 2005 CU65              | 9 de febrer de 2005    | Kitt Peak            | Spacewatch        |
| 393744 | 2005 CB71              | 1 de febrer de 2005    | Kitt Peak            | Spacewatch        |
| 393745 | 2005 ER71              | 2 de març de 2005      | Catalina             | CSS               |
| 393746 | 2005 EF133             | 9 de març de 2005      | Catalina             | CSS               |
| 393747 | 2005 ET136             | 9 de març de 2005      | Mount Lemmon         | Mt. Lemmon Survey |
| 393748 | 2005 EC141             | 10 de març de 2005     | Catalina             | CSS               |
| 393749 | 2005 EL167             | 11 de març de 2005     | Mount Lemmon         | Mt. Lemmon Survey |
| 393750 | 2005 EU187             | 10 de març de 2005     | Mount Lemmon         | Mt. Lemmon Survey |
| 393751 | 2005 EX215             | 8 de març de 2005      | Anderson Mesa        | LONEOS            |
| 393752 | 2005 EZ221             | 4 de març de 2005      | Kitt Peak            | Spacewatch        |
| 393753 | 2005 EV223             | 13 de març de 2005     | Catalina             | CSS               |
| 393754 | 2005 EA224             | 15 de març de 2005     | New Milford          | New Milford       |
| 393755 | 2005 EX252             | 10 de març de 2005     | Mount Lemmon         | Mt. Lemmon Survey |
| 393756 | 2005 EL258             | 11 de març de 2005     | Mount Lemmon         | Mt. Lemmon Survey |
| 393757 | 2005 EV259             | 11 de març de 2005     | Mount Lemmon         | Mt. Lemmon Survey |
| 393758 | 2005 EZ266             | 13 de març de 2005     | Kitt Peak            | Spacewatch        |
| 393759 | 2005 FN7               | 30 de març de 2005     | Catalina             | CSS               |
| 393760 | 2005 GE18              | 17 de març de 2005     | Mount Lemmon         | Mt. Lemmon Survey |
| 393761 | 2005 GO66              | 2 d'abril de 2005      | Mount Lemmon         | Mt. Lemmon Survey |
| 393762 | 2005 GB70              | 4 d'abril de 2005      | Kitt Peak            | Spacewatch        |
| 393763 | 2005 GA76              | 5 d'abril de 2005      | Mount Lemmon         | Mt. Lemmon Survey |
| 393764 | 2005 GS87              | 4 d'abril de 2005      | Mount Lemmon         | Mt. Lemmon Survey |
| 393765 | 2005 GG98              | 7 d'abril de 2005      | Palomar              | NEAT              |
| 393766 | 2005 GS113             | 9 d'abril de 2005      | Socorro              | LINEAR            |
| 393767 | 2005 GE116             | 11 d'abril de 2005     | Kitt Peak            | Spacewatch        |
| 393768 | 2005 GX134             | 10 d'abril de 2005     | Mount Lemmon         | Mt. Lemmon Survey |
| 393769 | 2005 GJ136             | 2 d'abril de 2005      | Kitt Peak            | Spacewatch        |
| 393770 | 2005 GE138             | 11 d'abril de 2005     | Kitt Peak            | Spacewatch        |
| 393771 | 2005 GJ144             | 2 d'abril de 2005      | Kitt Peak            | Spacewatch        |
| 393772 | 2005 GV146             | 11 d'abril de 2005     | Kitt Peak            | Spacewatch        |
| 393773 | 2005 GN170             | 12 d'abril de 2005     | Socorro              | LINEAR            |
| 393774 | 2005 GV201             | 14 de març de 2005     | Mount Lemmon         | Mt. Lemmon Survey |
| 393775 | 2005 GT214             | 7 d'abril de 2005      | Kitt Peak            | Spacewatch        |
| 393776 | 2005 GV216             | 16 de març de 2005     | Mount Lemmon         | Mt. Lemmon Survey |
| 393777 | 2005 GD222             | 9 d'abril de 2005      | Kitt Peak            | Spacewatch        |
| 393778 | 2005 JB20              | 4 de maig de 2005      | Catalina             | CSS               |
| 393779 | 2005 JF28              | 3 de maig de 2005      | Kitt Peak            | Spacewatch        |
| 393780 | 2005 JG28              | 3 de maig de 2005      | Kitt Peak            | Spacewatch        |
| 393781 | 2005 JR48              | 3 de maig de 2005      | Kitt Peak            | Spacewatch        |
| 393782 | 2005 JB51              | 4 de maig de 2005      | Kitt Peak            | Spacewatch        |
| 393783 | 2005 JL61              | 8 de maig de 2005      | Mount Lemmon         | Mt. Lemmon Survey |
| 393784 | 2005 JR132             | 14 de maig de 2005     | Kitt Peak            | Spacewatch        |
| 393785 | 2005 JP141             | 14 de maig de 2005     | Mount Lemmon         | Mt. Lemmon Survey |
| 393786 | 2005 JL149             | 3 de maig de 2005      | Kitt Peak            | Spacewatch        |
| 393787 | 2005 JU156             | 4 de maig de 2005      | Kitt Peak            | Spacewatch        |
| 393788 | 2005 JG185             | 15 de maig de 2005     | Mount Lemmon         | Mt. Lemmon Survey |
| 393789 | 2005 KN4               | 8 de maig de 2005      | Kitt Peak            | Spacewatch        |
| 393790 | 2005 LD37              | 8 de juny de 2005      | Kitt Peak            | Spacewatch        |
| 393791 | 2005 LJ53              | 13 de juny de 2005     | Kitt Peak            | Spacewatch        |
| 393792 | 2005 MR3               | 16 de juny de 2005     | Kitt Peak            | Spacewatch        |
| 393793 | 2005 MU25              | 27 de juny de 2005     | Kitt Peak            | Spacewatch        |
| 393794 | 2005 NV9               | 1 de juliol de 2005    | Kitt Peak            | Spacewatch        |
| 393795 | 2005 NO10              | 3 de juliol de 2005    | Mount Lemmon         | Mt. Lemmon Survey |
| 393796 | 2005 NV13              | 5 de juliol de 2005    | Kitt Peak            | Spacewatch        |
| 393797 | 2005 NB14              | 5 de juliol de 2005    | Kitt Peak            | Spacewatch        |
| 393798 | 2005 NB22              | 18 de juny de 2005     | Mount Lemmon         | Mt. Lemmon Survey |
| 393799 | 2005 PW28              | 10 d'agost de 2005     | Cerro Tololo         | M. W. Buie        |
| 393800 | 2005 QC20              | 26 d'agost de 2005     | Anderson Mesa        | LONEOS            |

## 393801-393900
| Nom    | Designació provisional | Data de descobriment   | Lloc de descobriment | Descobridor/s        |
| ------ | ---------------------- | ---------------------- | -------------------- | -------------------- |
| 393801 | 2005 QX25              | 27 d'agost de 2005     | Kitt Peak            | Spacewatch           |
| 393802 | 2005 QK38              | 25 d'agost de 2005     | Palomar              | NEAT                 |
| 393803 | 2005 QM56              | 28 d'agost de 2005     | Kitt Peak            | Spacewatch           |
| 393804 | 2005 QH71              | 3 d'agost de 2005      | Socorro              | LINEAR               |
| 393805 | 2005 QO77              | 25 d'agost de 2005     | Palomar              | NEAT                 |
| 393806 | 2005 QE100             | 27 d'agost de 2005     | Palomar              | NEAT                 |
| 393807 | 2005 QF100             | 27 d'agost de 2005     | Palomar              | NEAT                 |
| 393808 | 2005 QT104             | 27 d'agost de 2005     | Palomar              | NEAT                 |
| 393809 | 2005 QY120             | 28 d'agost de 2005     | Kitt Peak            | Spacewatch           |
| 393810 | 2005 QX141             | 30 d'agost de 2005     | Kitt Peak            | Spacewatch           |
| 393811 | 2005 QH147             | 28 d'agost de 2005     | Siding Spring        | Siding Spring Survey |
| 393812 | 2005 QV174             | 31 d'agost de 2005     | Kitt Peak            | Spacewatch           |
| 393813 | 2005 QN181             | 30 d'agost de 2005     | Kitt Peak            | Spacewatch           |
| 393814 | 2005 RS15              | 1 de setembre de 2005  | Kitt Peak            | Spacewatch           |
| 393815 | 2005 SO3               | 23 de setembre de 2005 | Kitt Peak            | Spacewatch           |
| 393816 | 2005 SS6               | 23 de setembre de 2005 | Kitt Peak            | Spacewatch           |
| 393817 | 2005 SN15              | 26 de setembre de 2005 | Kitt Peak            | Spacewatch           |
| 393818 | 2005 SF16              | 26 de setembre de 2005 | Kitt Peak            | Spacewatch           |
| 393819 | 2005 SZ18              | 26 de setembre de 2005 | Kitt Peak            | Spacewatch           |
| 393820 | 2005 SP27              | 23 de setembre de 2005 | Kitt Peak            | Spacewatch           |
| 393821 | 2005 SC29              | 23 de setembre de 2005 | Kitt Peak            | Spacewatch           |
| 393822 | 2005 SX35              | 23 de setembre de 2005 | Catalina             | CSS                  |
| 393823 | 2005 SW37              | 24 de setembre de 2005 | Kitt Peak            | Spacewatch           |
| 393824 | 2005 SX62              | 26 de setembre de 2005 | Kitt Peak            | Spacewatch           |
| 393825 | 2005 SV64              | 1 de setembre de 2005  | Kitt Peak            | Spacewatch           |
| 393826 | 2005 SU67              | 27 de setembre de 2005 | Kitt Peak            | Spacewatch           |
| 393827 | 2005 SW81              | 31 d'agost de 2005     | Kitt Peak            | Spacewatch           |
| 393828 | 2005 SR82              | 24 de setembre de 2005 | Kitt Peak            | Spacewatch           |
| 393829 | 2005 SE84              | 24 de setembre de 2005 | Kitt Peak            | Spacewatch           |
| 393830 | 2005 SL86              | 24 de setembre de 2005 | Kitt Peak            | Spacewatch           |
| 393831 | 2005 ST87              | 24 de setembre de 2005 | Kitt Peak            | Spacewatch           |
| 393832 | 2005 SR89              | 24 de setembre de 2005 | Kitt Peak            | Spacewatch           |
| 393833 | 2005 SE91              | 24 de setembre de 2005 | Kitt Peak            | Spacewatch           |
| 393834 | 2005 SJ92              | 24 de setembre de 2005 | Kitt Peak            | Spacewatch           |
| 393835 | 2005 SF100             | 25 de setembre de 2005 | Kitt Peak            | Spacewatch           |
| 393836 | 2005 SW108             | 26 de setembre de 2005 | Kitt Peak            | Spacewatch           |
| 393837 | 2005 SK109             | 26 de setembre de 2005 | Kitt Peak            | Spacewatch           |
| 393838 | 2005 SF115             | 4 d'abril de 2003      | Kitt Peak            | Spacewatch           |
| 393839 | 2005 SP115             | 27 de setembre de 2005 | Kitt Peak            | Spacewatch           |
| 393840 | 2005 SB120             | 29 de setembre de 2005 | Kitt Peak            | Spacewatch           |
| 393841 | 2005 SA121             | 29 de setembre de 2005 | Kitt Peak            | Spacewatch           |
| 393842 | 2005 SG128             | 29 de setembre de 2005 | Anderson Mesa        | LONEOS               |
| 393843 | 2005 SO132             | 29 de setembre de 2005 | Kitt Peak            | Spacewatch           |
| 393844 | 2005 SD142             | 25 de setembre de 2005 | Kitt Peak            | Spacewatch           |
| 393845 | 2005 SD147             | 25 de setembre de 2005 | Kitt Peak            | Spacewatch           |
| 393846 | 2005 SD149             | 25 de setembre de 2005 | Kitt Peak            | Spacewatch           |
| 393847 | 2005 SX149             | 25 de setembre de 2005 | Kitt Peak            | Spacewatch           |
| 393848 | 2005 SK154             | 26 de setembre de 2005 | Kitt Peak            | Spacewatch           |
| 393849 | 2005 SD155             | 26 de setembre de 2005 | Kitt Peak            | Spacewatch           |
| 393850 | 2005 SM162             | 27 de setembre de 2005 | Kitt Peak            | Spacewatch           |
| 393851 | 2005 SG169             | 29 de setembre de 2005 | Kitt Peak            | Spacewatch           |
| 393852 | 2005 SP170             | 29 de setembre de 2005 | Kitt Peak            | Spacewatch           |
| 393853 | 2005 SN181             | 29 de setembre de 2005 | Kitt Peak            | Spacewatch           |
| 393854 | 2005 SE182             | 29 de setembre de 2005 | Kitt Peak            | Spacewatch           |
| 393855 | 2005 SJ192             | 29 de setembre de 2005 | Mount Lemmon         | Mt. Lemmon Survey    |
| 393856 | 2005 SO199             | 31 d'agost de 2005     | Kitt Peak            | Spacewatch           |
| 393857 | 2005 SL209             | 1 de setembre de 2005  | Campo Imperatore     | CINEOS               |
| 393858 | 2005 ST220             | 29 de setembre de 2005 | Catalina             | CSS                  |
| 393859 | 2005 SN225             | 29 de setembre de 2005 | Catalina             | CSS                  |
| 393860 | 2005 SA226             | 30 de setembre de 2005 | Kitt Peak            | Spacewatch           |
| 393861 | 2005 SL233             | 30 de setembre de 2005 | Mount Lemmon         | Mt. Lemmon Survey    |
| 393862 | 2005 SO233             | 30 de setembre de 2005 | Mount Lemmon         | Mt. Lemmon Survey    |
| 393863 | 2005 SE239             | 30 de setembre de 2005 | Kitt Peak            | Spacewatch           |
| 393864 | 2005 SE264             | 30 d'agost de 2005     | Kitt Peak            | Spacewatch           |
| 393865 | 2005 SY270             | 30 de setembre de 2005 | Anderson Mesa        | LONEOS               |
| 393866 | 2005 SX274             | 29 de setembre de 2005 | Mount Lemmon         | Mt. Lemmon Survey    |
| 393867 | 2005 SG279             | 30 de setembre de 2005 | Kitt Peak            | Spacewatch           |
| 393868 | 2005 SY279             | 23 de setembre de 2005 | Kitt Peak            | Spacewatch           |
| 393869 | 2005 SS291             | 26 de setembre de 2005 | Kitt Peak            | Spacewatch           |
| 393870 | 2005 TG4               | 1 d'octubre de 2005    | Mount Lemmon         | Mt. Lemmon Survey    |
| 393871 | 2005 TD12              | 1 d'octubre de 2005    | Kitt Peak            | Spacewatch           |
| 393872 | 2005 TS18              | 27 d'agost de 2005     | Anderson Mesa        | LONEOS               |
| 393873 | 2005 TE24              | 1 d'octubre de 2005    | Mount Lemmon         | Mt. Lemmon Survey    |
| 393874 | 2005 TF26              | 1 d'octubre de 2005    | Mount Lemmon         | Mt. Lemmon Survey    |
| 393875 | 2005 TD28              | 23 de setembre de 2005 | Kitt Peak            | Spacewatch           |
| 393876 | 2005 TW33              | 1 d'octubre de 2005    | Kitt Peak            | Spacewatch           |
| 393877 | 2005 TK38              | 1 d'octubre de 2005    | Mount Lemmon         | Mt. Lemmon Survey    |
| 393878 | 2005 TC47              | 3 d'octubre de 2005    | Bergisch Gladbac     | W. Bickel            |
| 393879 | 2005 TA48              | 6 d'octubre de 2005    | Kitt Peak            | Spacewatch           |
| 393880 | 2005 TO55              | 23 de setembre de 2005 | Catalina             | CSS                  |
| 393881 | 2005 TM57              | 1 d'octubre de 2005    | Mount Lemmon         | Mt. Lemmon Survey    |
| 393882 | 2005 TO60              | 17 de novembre de 1998 | Kitt Peak            | Spacewatch           |
| 393883 | 2005 TA75              | 1 d'octubre de 2005    | Kitt Peak            | Spacewatch           |
| 393884 | 2005 TM75              | 3 d'octubre de 2005    | Catalina             | CSS                  |
| 393885 | 2005 TU76              | 24 de setembre de 2005 | Anderson Mesa        | LONEOS               |
| 393886 | 2005 TO78              | 7 d'octubre de 2005    | Catalina             | CSS                  |
| 393887 | 2005 TN83              | 3 d'octubre de 2005    | Catalina             | CSS                  |
| 393888 | 2005 TJ100             | 25 de setembre de 2005 | Kitt Peak            | Spacewatch           |
| 393889 | 2005 TX101             | 7 d'octubre de 2005    | Mount Lemmon         | Mt. Lemmon Survey    |
| 393890 | 2005 TF102             | 7 d'octubre de 2005    | Mount Lemmon         | Mt. Lemmon Survey    |
| 393891 | 2005 TV104             | 8 d'octubre de 2005    | Catalina             | CSS                  |
| 393892 | 2005 TH105             | 8 d'octubre de 2005    | Catalina             | CSS                  |
| 393893 | 2005 TQ119             | 26 de setembre de 2005 | Kitt Peak            | Spacewatch           |
| 393894 | 2005 TR121             | 7 d'octubre de 2005    | Kitt Peak            | Spacewatch           |
| 393895 | 2005 TZ121             | 23 de setembre de 2005 | Kitt Peak            | Spacewatch           |
| 393896 | 2005 TY140             | 29 de setembre de 2005 | Kitt Peak            | Spacewatch           |
| 393897 | 2005 TU141             | 8 d'octubre de 2005    | Kitt Peak            | Spacewatch           |
| 393898 | 2005 TN142             | 8 d'octubre de 2005    | Kitt Peak            | Spacewatch           |
| 393899 | 2005 TV150             | 8 d'octubre de 2005    | Kitt Peak            | Spacewatch           |
| 393900 | 2005 TH155             | 9 d'octubre de 2005    | Kitt Peak            | Spacewatch           |

## 393901-394000
| Nom    | Designació provisional | Data de descobriment   | Lloc de descobriment | Descobridor/s     |
| ------ | ---------------------- | ---------------------- | -------------------- | ----------------- |
| 393901 | 2005 TN161             | 9 d'octubre de 2005    | Kitt Peak            | Spacewatch        |
| 393902 | 2005 TH174             | 26 de setembre de 2005 | Kitt Peak            | Spacewatch        |
| 393903 | 2005 TH193             | 1 d'octubre de 2005    | Mount Lemmon         | Mt. Lemmon Survey |
| 393904 | 2005 TZ193             | 1 d'octubre de 2005    | Kitt Peak            | Spacewatch        |
| 393905 | 2005 TF194             | 7 d'octubre de 2005    | Mount Lemmon         | Mt. Lemmon Survey |
| 393906 | 2005 UZ1               | 22 d'octubre de 2005   | Goodricke-Pigott     | R. A. Tucker      |
| 393907 | 2005 UR2               | 24 d'octubre de 2005   | Kitt Peak            | Spacewatch        |
| 393908 | 2005 UH3               | 25 d'octubre de 2005   | Kitt Peak            | Spacewatch        |
| 393909 | 2005 UQ10              | 21 d'octubre de 2005   | Palomar              | NEAT              |
| 393910 | 2005 UK23              | 23 d'octubre de 2005   | Kitt Peak            | Spacewatch        |
| 393911 | 2005 UB25              | 23 d'octubre de 2005   | Kitt Peak            | Spacewatch        |
| 393912 | 2005 UL26              | 23 d'octubre de 2005   | Junk Bond            | D. Healy          |
| 393913 | 2005 UT30              | 24 d'octubre de 2005   | Kitt Peak            | Spacewatch        |
| 393914 | 2005 US35              | 24 d'octubre de 2005   | Kitt Peak            | Spacewatch        |
| 393915 | 2005 UK42              | 22 d'octubre de 2005   | Kitt Peak            | Spacewatch        |
| 393916 | 2005 UN45              | 1 d'octubre de 2005    | Catalina             | CSS               |
| 393917 | 2005 UF47              | 22 d'octubre de 2005   | Kitt Peak            | Spacewatch        |
| 393918 | 2005 UR60              | 25 d'octubre de 2005   | Mount Lemmon         | Mt. Lemmon Survey |
| 393919 | 2005 US60              | 25 d'octubre de 2005   | Mount Lemmon         | Mt. Lemmon Survey |
| 393920 | 2005 UV66              | 22 d'octubre de 2005   | Palomar              | NEAT              |
| 393921 | 2005 US71              | 23 d'octubre de 2005   | Catalina             | CSS               |
| 393922 | 2005 UE73              | 23 d'octubre de 2005   | Palomar              | NEAT              |
| 393923 | 2005 UQ78              | 25 d'octubre de 2005   | Kitt Peak            | Spacewatch        |
| 393924 | 2005 UU78              | 25 d'octubre de 2005   | Catalina             | CSS               |
| 393925 | 2005 UX94              | 22 d'octubre de 2005   | Kitt Peak            | Spacewatch        |
| 393926 | 2005 UF97              | 22 d'octubre de 2005   | Kitt Peak            | Spacewatch        |
| 393927 | 2005 UA99              | 22 d'octubre de 2005   | Kitt Peak            | Spacewatch        |
| 393928 | 2005 UT105             | 22 d'octubre de 2005   | Kitt Peak            | Spacewatch        |
| 393929 | 2005 UF107             | 22 d'octubre de 2005   | Kitt Peak            | Spacewatch        |
| 393930 | 2005 UL108             | 22 d'octubre de 2005   | Kitt Peak            | Spacewatch        |
| 393931 | 2005 UQ110             | 22 d'octubre de 2005   | Kitt Peak            | Spacewatch        |
| 393932 | 2005 UM119             | 24 d'octubre de 2005   | Kitt Peak            | Spacewatch        |
| 393933 | 2005 UW123             | 24 d'octubre de 2005   | Kitt Peak            | Spacewatch        |
| 393934 | 2005 UN124             | 24 d'octubre de 2005   | Kitt Peak            | Spacewatch        |
| 393935 | 2005 UJ128             | 24 d'octubre de 2005   | Kitt Peak            | Spacewatch        |
| 393936 | 2005 UG136             | 25 d'octubre de 2005   | Mount Lemmon         | Mt. Lemmon Survey |
| 393937 | 2005 UX148             | 26 d'octubre de 2005   | Kitt Peak            | Spacewatch        |
| 393938 | 2005 UK154             | 26 d'octubre de 2005   | Kitt Peak            | Spacewatch        |
| 393939 | 2005 UV161             | 25 d'octubre de 2005   | Kitt Peak            | Spacewatch        |
| 393940 | 2005 UL163             | 10 d'octubre de 2005   | Kitt Peak            | Spacewatch        |
| 393941 | 2005 UO167             | 13 d'octubre de 2005   | Kitt Peak            | Spacewatch        |
| 393942 | 2005 UE169             | 24 d'octubre de 2005   | Kitt Peak            | Spacewatch        |
| 393943 | 2005 UQ171             | 24 d'octubre de 2005   | Kitt Peak            | Spacewatch        |
| 393944 | 2005 UR172             | 24 d'octubre de 2005   | Kitt Peak            | Spacewatch        |
| 393945 | 2005 UY186             | 26 d'octubre de 2005   | Anderson Mesa        | LONEOS            |
| 393946 | 2005 UP192             | 21 d'octubre de 2005   | Palomar              | NEAT              |
| 393947 | 2005 UC198             | 25 d'octubre de 2005   | Kitt Peak            | Spacewatch        |
| 393948 | 2005 UW200             | 25 d'octubre de 2005   | Kitt Peak            | Spacewatch        |
| 393949 | 2005 UA203             | 25 d'octubre de 2005   | Kitt Peak            | Spacewatch        |
| 393950 | 2005 UB204             | 25 d'octubre de 2005   | Mount Lemmon         | Mt. Lemmon Survey |
| 393951 | 2005 UA207             | 27 d'octubre de 2005   | Kitt Peak            | Spacewatch        |
| 393952 | 2005 US212             | 27 d'octubre de 2005   | Kitt Peak            | Spacewatch        |
| 393953 | 2005 UR213             | 22 d'octubre de 2005   | Palomar              | NEAT              |
| 393954 | 2005 UX215             | 22 d'octubre de 2005   | Catalina             | CSS               |
| 393955 | 2005 UJ221             | 25 d'octubre de 2005   | Kitt Peak            | Spacewatch        |
| 393956 | 2005 UA223             | 25 d'octubre de 2005   | Kitt Peak            | Spacewatch        |
| 393957 | 2005 UZ223             | 25 d'octubre de 2005   | Kitt Peak            | Spacewatch        |
| 393958 | 2005 UK233             | 25 d'octubre de 2005   | Kitt Peak            | Spacewatch        |
| 393959 | 2005 UC236             | 25 d'octubre de 2005   | Kitt Peak            | Spacewatch        |
| 393960 | 2005 UY239             | 25 d'octubre de 2005   | Kitt Peak            | Spacewatch        |
| 393961 | 2005 UK241             | 25 d'octubre de 2005   | Kitt Peak            | Spacewatch        |
| 393962 | 2005 UE248             | 28 d'octubre de 2005   | Mount Lemmon         | Mt. Lemmon Survey |
| 393963 | 2005 UO248             | 28 d'octubre de 2005   | Mount Lemmon         | Mt. Lemmon Survey |
| 393964 | 2005 UM265             | 27 d'octubre de 2005   | Kitt Peak            | Spacewatch        |
| 393965 | 2005 UA270             | 28 d'octubre de 2005   | Socorro              | LINEAR            |
| 393966 | 2005 UC278             | 24 d'octubre de 2005   | Kitt Peak            | Spacewatch        |
| 393967 | 2005 US279             | 24 d'octubre de 2005   | Kitt Peak            | Spacewatch        |
| 393968 | 2005 UP283             | 26 d'octubre de 2005   | Kitt Peak            | Spacewatch        |
| 393969 | 2005 UQ284             | 26 d'octubre de 2005   | Kitt Peak            | Spacewatch        |
| 393970 | 2005 UJ289             | 26 d'octubre de 2005   | Kitt Peak            | Spacewatch        |
| 393971 | 2005 US291             | 26 d'octubre de 2005   | Kitt Peak            | Spacewatch        |
| 393972 | 2005 UC308             | 27 d'octubre de 2005   | Mount Lemmon         | Mt. Lemmon Survey |
| 393973 | 2005 UF312             | 29 d'octubre de 2005   | Mount Lemmon         | Mt. Lemmon Survey |
| 393974 | 2005 UG312             | 29 d'octubre de 2005   | Mount Lemmon         | Mt. Lemmon Survey |
| 393975 | 2005 UY323             | 29 d'octubre de 2005   | Mount Lemmon         | Mt. Lemmon Survey |
| 393976 | 2005 UD324             | 29 d'octubre de 2005   | Kitt Peak            | Spacewatch        |
| 393977 | 2005 UQ329             | 28 d'octubre de 2005   | Mount Lemmon         | Mt. Lemmon Survey |
| 393978 | 2005 UH341             | 31 d'octubre de 2005   | Socorro              | LINEAR            |
| 393979 | 2005 US341             | 31 d'octubre de 2005   | Kitt Peak            | Spacewatch        |
| 393980 | 2005 UP352             | 29 d'octubre de 2005   | Catalina             | CSS               |
| 393981 | 2005 UT352             | 29 d'octubre de 2005   | Catalina             | CSS               |
| 393982 | 2005 UG361             | 27 d'octubre de 2005   | Kitt Peak            | Spacewatch        |
| 393983 | 2005 UD377             | 27 d'octubre de 2005   | Kitt Peak            | Spacewatch        |
| 393984 | 2005 UW378             | 29 d'octubre de 2005   | Mount Lemmon         | Mt. Lemmon Survey |
| 393985 | 2005 UY386             | 30 d'octubre de 2005   | Mount Lemmon         | Mt. Lemmon Survey |
| 393986 | 2005 UJ388             | 26 d'octubre de 2005   | Kitt Peak            | Spacewatch        |
| 393987 | 2005 UD404             | 29 d'octubre de 2005   | Kitt Peak            | Spacewatch        |
| 393988 | 2005 UB409             | 31 d'octubre de 2005   | Mount Lemmon         | Mt. Lemmon Survey |
| 393989 | 2005 UR413             | 25 d'octubre de 2005   | Kitt Peak            | Spacewatch        |
| 393990 | 2005 UF416             | 25 d'octubre de 2005   | Kitt Peak            | Spacewatch        |
| 393991 | 2005 UR430             | 28 d'octubre de 2005   | Kitt Peak            | Spacewatch        |
| 393992 | 2005 UW433             | 28 d'octubre de 2005   | Kitt Peak            | Spacewatch        |
| 393993 | 2005 UA437             | 31 d'octubre de 2005   | Kitt Peak            | Spacewatch        |
| 393994 | 2005 UV440             | 29 d'octubre de 2005   | Kitt Peak            | Spacewatch        |
| 393995 | 2005 UG449             | 30 d'octubre de 2005   | Socorro              | LINEAR            |
| 393996 | 2005 UC455             | 28 d'octubre de 2005   | Catalina             | CSS               |
| 393997 | 2005 UH469             | 30 d'octubre de 2005   | Kitt Peak            | Spacewatch        |
| 393998 | 2005 UN494             | 25 d'octubre de 2005   | Catalina             | CSS               |
| 393999 | 2005 UY511             | 28 d'octubre de 2005   | Mount Lemmon         | Mt. Lemmon Survey |
| 394000 | 2005 UG512             | 29 d'octubre de 2005   | Mount Lemmon         | Mt. Lemmon Survey |